# Zgorzelec
Zgorzelec (výslovnost: [zgɔ'ʐɛlɛʦ];  audio, česky Zhořelec, německy Görlitz, hornolužickosrbsky Zhorjelc, dolnolužickosrbsky Zgórjelc) je okresní město v jihozápadním Polsku v Dolnoslezském vojvodství. Leží na východním břehu Lužické Nisy, ve východní (od roku 1945 polské) části historického území Horní Lužice a s počtem obyvatel přibližně 30 tisíc je jeho čtvrtým největším městem. Až do správní reformy v roce 1998 město náleželo k Jelenohorskému vojvodství, které bylo v důsledku reformy zrušeno. Tehdy se také stalo sídlem úřadu stejnojmenné městské a vesnické gminy
Od konce druhé světové války a následného stanovení německo-polské státní hranice na linii Odra–Nisa je sousedním městem německého Görlitz, jehož východním předměstím před rokem 1945 bylo. Intenzivnější osidlování východního předměstí začalo na konci 19. století. Historická zástavba v blízkosti mostu Jana Pavla II. pochází z gründerského období. Tato východní část města původně sloužila jako sídlo zhořeleckých kasáren a dalších vojenských zařízení.
Město Zgorzelec je jedním ze zakládajících členů Euroregionu Nisa, v jehož rámci jsou od roku 1998 obě části alespoň formou proklamace opět spojeny v tzv. „Evropské město Görlitz/Zgorzelec“.

## Geografie

### Poloha

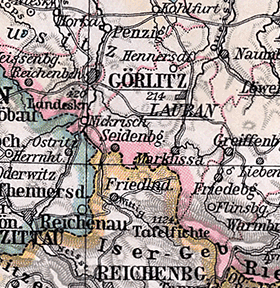
Zhořelec a jeho okolí na mapě z roku 1905

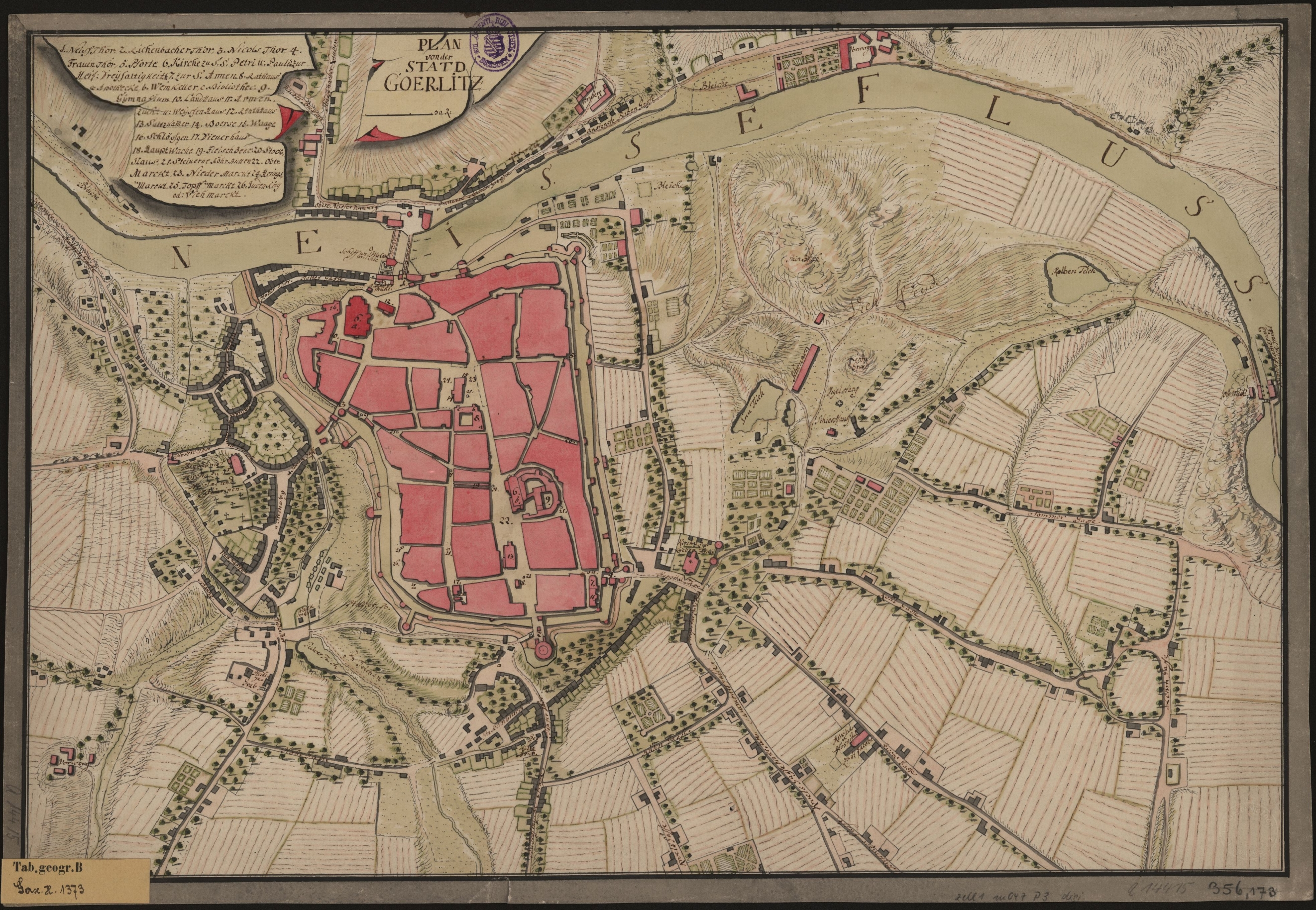
Mapa Zhořelce a jeho východního předměstí (v horní části mapy) z roku 1750

Město leží v nynějším Dolním Slezsku v polské části historického území Horní Lužice východně od Lužické Nisy, kde se rozkládá na východním okraji Lužického žulového masivu s výběžky Lužických hor. Nachází se na přechodu mezi severem Oblasti hornolužických rybníků a vřesovišť a jihem Hornolužické vrchoviny. Jižně od plošiny niského průlomového údolí ústí do Nisy její pravý přítok Czerwona Woda (Rothwasser) nazývaný na české straně hranice Oldříšský potok. Na náhorní plošině nad Nisou se nachází tzv. Park Ujazdowski (dříve: Jägerwäldchen). Severovýchodně od města se rozkládá zhořelecký les zvaný Puszcza Zgorzelecka (Görlitzer Heide) s četnými rybníky, který byl před rokem 1945 v majetku města Görlitz. Oblast dnešního Zgorzelce leží asi ve výšce 209 m n. m., kdežto údolní oblasti u Lužické Nisy se nacházejí ve výšce asi 15 m n. m. Nejvyšším bodem je vrch Drewniak (dříve Jäckelsberg nebo také Holzberg) v jižní městské části Ujazd s výškou 225,3 m n. m., dále Mojeska Góra (Langer Berg) jihovýchodně od obecního hřbitova s výškou 224,7 m n. m. a Krucze Wzgórze (také Krucza Góra; Rabenberg) v niském předměstí s výškou 221,7 m n. m. Skalní vyhlídka ve výšce asi 215 m n. m., z níž je výhled na protilehlý vrch Weinberg, pivovar Landskron a asi 30 m hluboké průlomové údolí je zatím zarostlá. Městem prochází 15. poledník východní délky. V zimním období se průměrná doba slunečního svitu ve Zgorzeleci shoduje se středoevropským časem. Znázorněná čára symbolizující průběh poledníku je od roku 2012 umístěna v ulici Daszyńskiego. Město se nachází na 51° 08' severní šířky. Nejbližšími velkými městy jsou Chotěbuz asi 80 km severozápadně, dolnoslezská Lehnice (Legnica/Liegnitz) asi 80 km východně a český Liberec asi 50 km jižně od Zgorzelce. Hlavní město Dolnoslezského vojvodství Vratislav je vzdáleno asi 150 km. Z menších měst jsou to potom Pieńsk (Penzig) na severu, Lubáň na východě, Zawidów (Seidenberg) a Bogatynia (Reichenau i. Sachsen) na jihu.

### Geologie

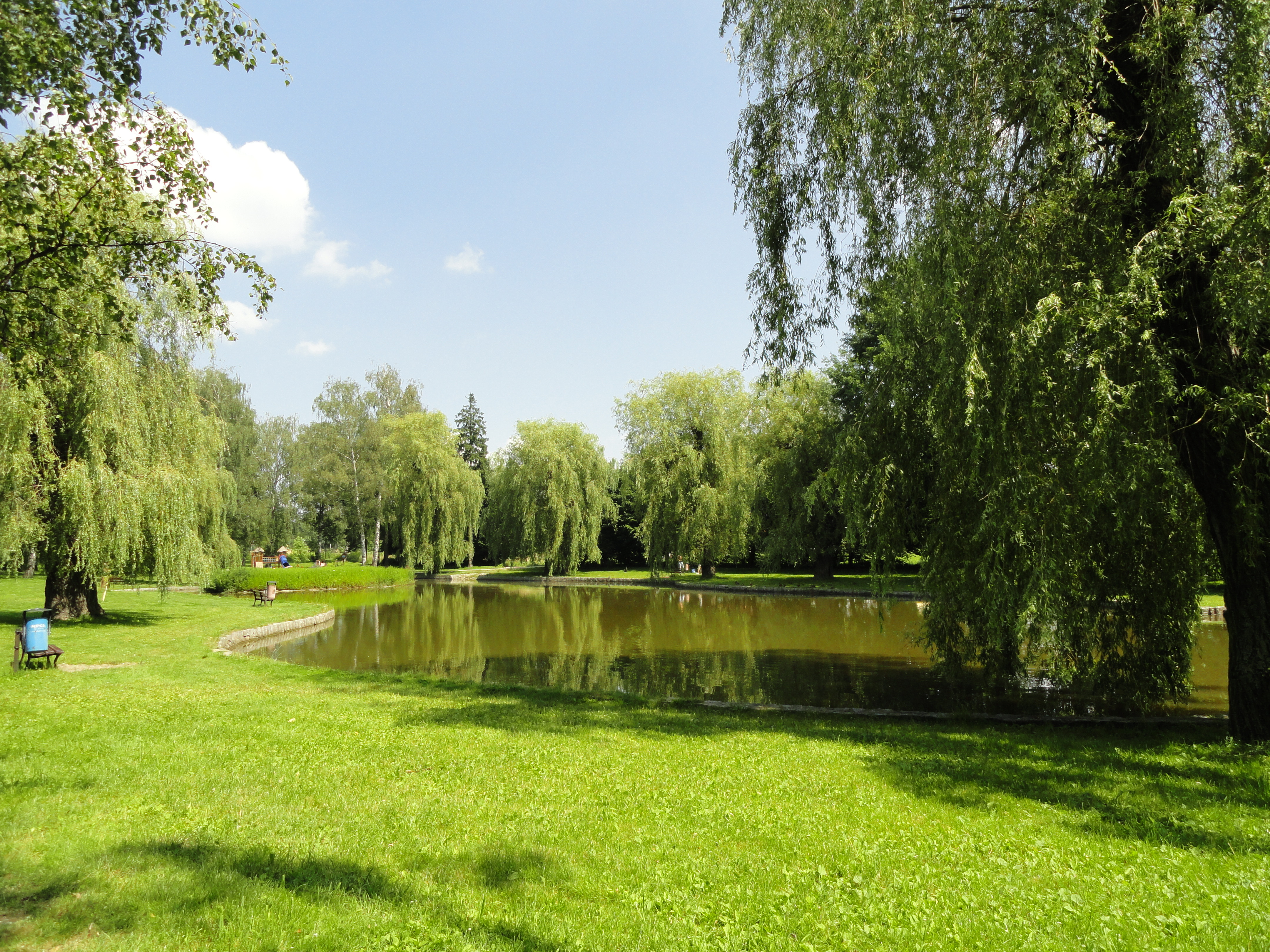
Rybník v bývalé Henneberské zahradě

Geologickým podložím území města je z větší části lužická droba. Jen v oblasti jižně od mostu Jana Pavla II. se nachází Lužický grandiorit. Hranice mezi vrstvami obou hornin probíhá od mostu směrem k ulici Marszałka Józefa Piłsudskiego, dále ulicemi Ignacego Daszyńskiego a Bohaterów II Armii Wojska Polskiego. Zdejší droba se skládá z biotitu, šedého křemene, světlého živce a těsně přiléhajících drobových břidlic. Jižně od niského viaduktu, v úrovni ústí potoka Czerwona Woda do Lužické Nisy končí zúžení Niského údolí, které je zapříčiněno tvrdým grandioritem.

### Podnebí
Podnebí ve Zgorzelci je mírné. Podle Köppen-Geigerovy klasifikace odpovídá pásmu Cfb, jedná se tedy o mírné oceánické podnebí. Průměrná denní teplota zde podle meteorologického modelu zpracovávajícího data z let 1982–2012 byla 8,2 °C. Průměrný roční úhrn srážek byl 564 mm. Nejsušším měsícem byl únor s 27 mm srážek. Nejvíce srážek je v červenci, kdy průměr dosahoval 79 mm. Nejteplejším měsícem byl červenec s průměrnou teplotou 17,8 °C. Nejchladnějším měsícem byl leden s průměrnou teplotou −2,4 °C. Rozdíl mezi nejsušším a nejdeštivějším měsícem činil 52 mm srážek. Teplota tudíž kolísala o 20,2 °C.

### Rozloha města
Rozsah města je přibližně na 7,1 km na severu a jihu, a asi 3,6 km na východě a západu. Celková plocha je 15,88 km². Celkem 614 ha se využívá pro zemědělství. To odpovídá 38,6 % území města. Zalesněné plochy o rozsahu 49,3 ha zaujímají 3,1 % městské oblasti. Nejsevernější bod města se nachází severně od dálnice A4 v blízkosti Nisy, nejjižněji je výjezdová silnice v ulici Łużycka. Nejzápadnějším bodem je břeh Lužické Nisy pod niským viaduktem, nejvýchodnější bod leží severně od železniční trati ve směru Lubáň v obytné čtvrti v blízkosti ulice Cmentarna.

### Městské části

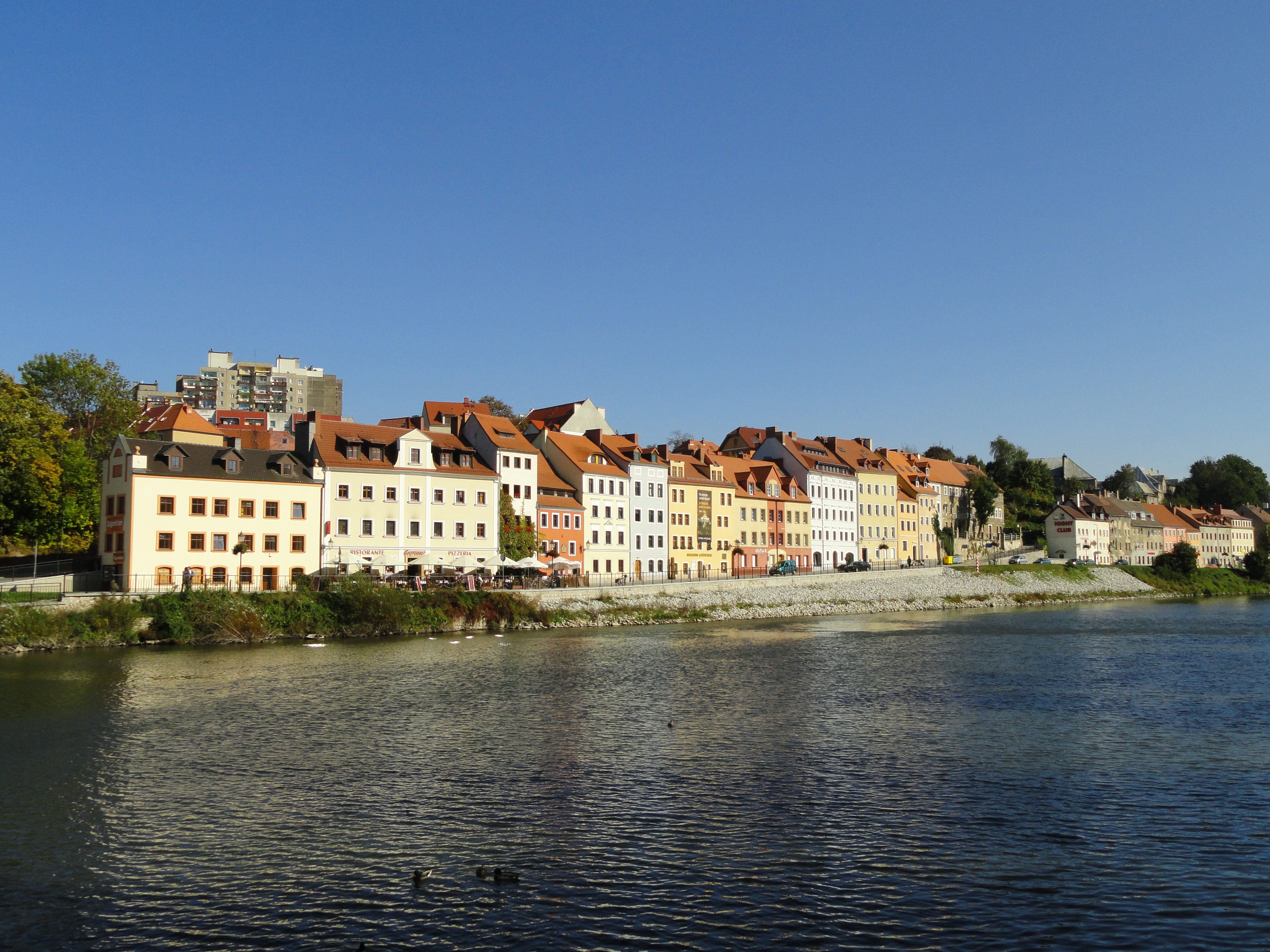
Historické niské předměstí, v pozadí je vidět panelové sídliště

Historický areál zhořeleckého východního předměstí leží pod vrchem Krucza Gora (Rabenberg) a pod místem zvaným Plac Pocztowy (dříve neoficiálně Töpferberg). V gründerském období se nové budovy přimykaly k někdejší historické čtvrti. Tak vznikly např. ulice v úrovni mostu Jana Pavla II. (dříve Reichenberger Brücke) a zahradní město na dnešním vrchu Krucza Gora stejně jako činžovní domy kolem kasáren na východě a sídliště frontových bojovníků východně od železniční tratě do města Węgliniec (Kohlfurt). Po roce 1945 zde vznikla tak jako v jiných polských městech panelová sídliště, která přesahují starší zástavbu a tím silně narušují historické panorama. Část těchto panelových domů je dnes v havarijním stavu. Bývalé sídliště frontových bojovníků bylo rozšířeno na obytný komplex, který sousedí s průmyslovým pozemkem ve směru Łagów (Leopoldshain). Jižně od železniční tratě do města Wałbrzych (Waldenburg) leží městská část Ujazd (Moys), která se vyznačuje spíše maloměstskou zástavbou. Zbývající území je rozděleno do následujících šesti čtvrtí (Dzielnica) a sídlišť (Osiedle): Dzielnica Północ, Przedmieście Nyskie, Osiedle Zachód, Osiedle Centralne, Śródmieście (centrum) a Osiedle Słoneczne.

## Historie

### Předměstí za hradbami

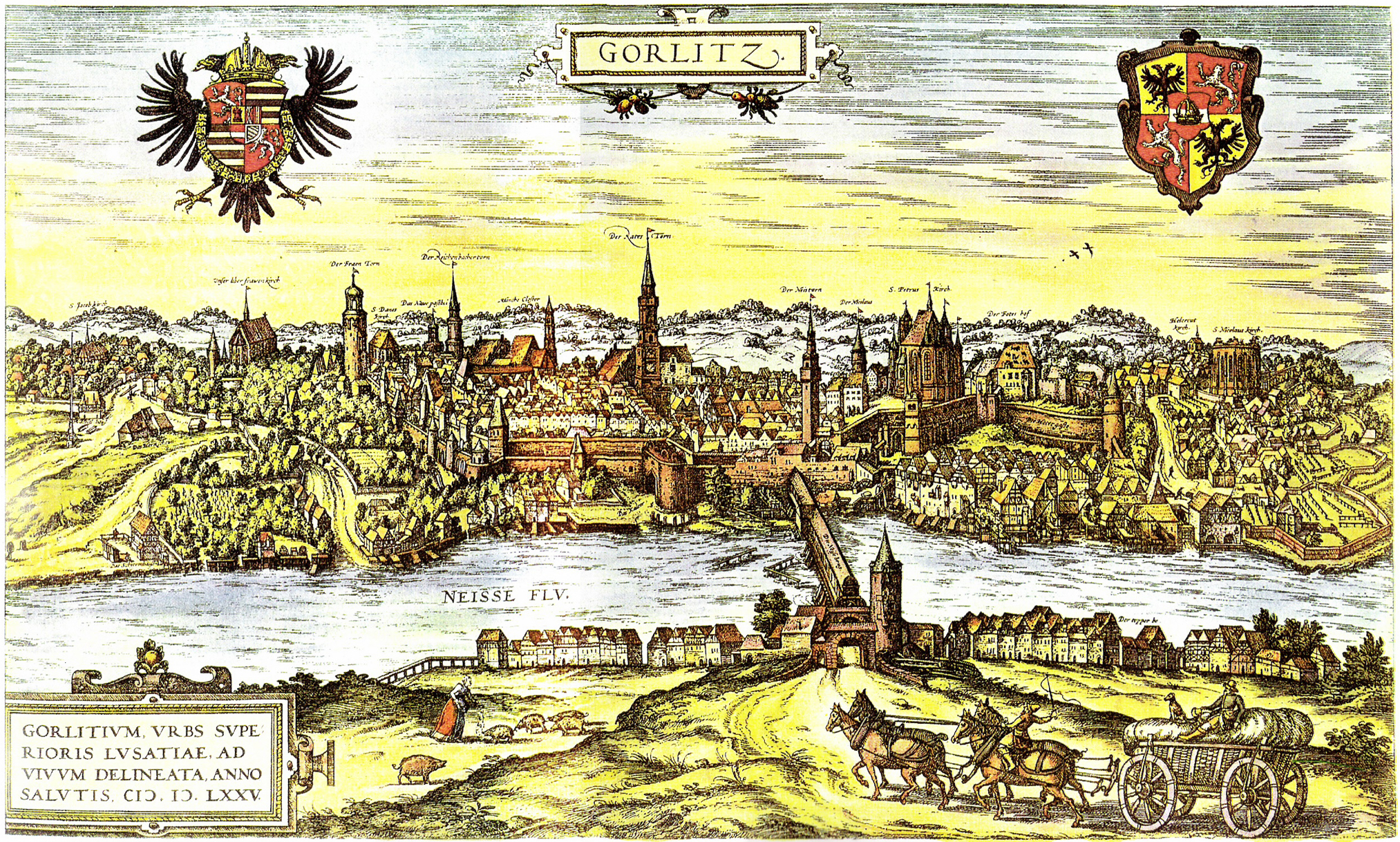
Na kolorované mědirytině z roku 1575 jsou již u mostu přes Lužickou Nisu vidět první domy předměstí

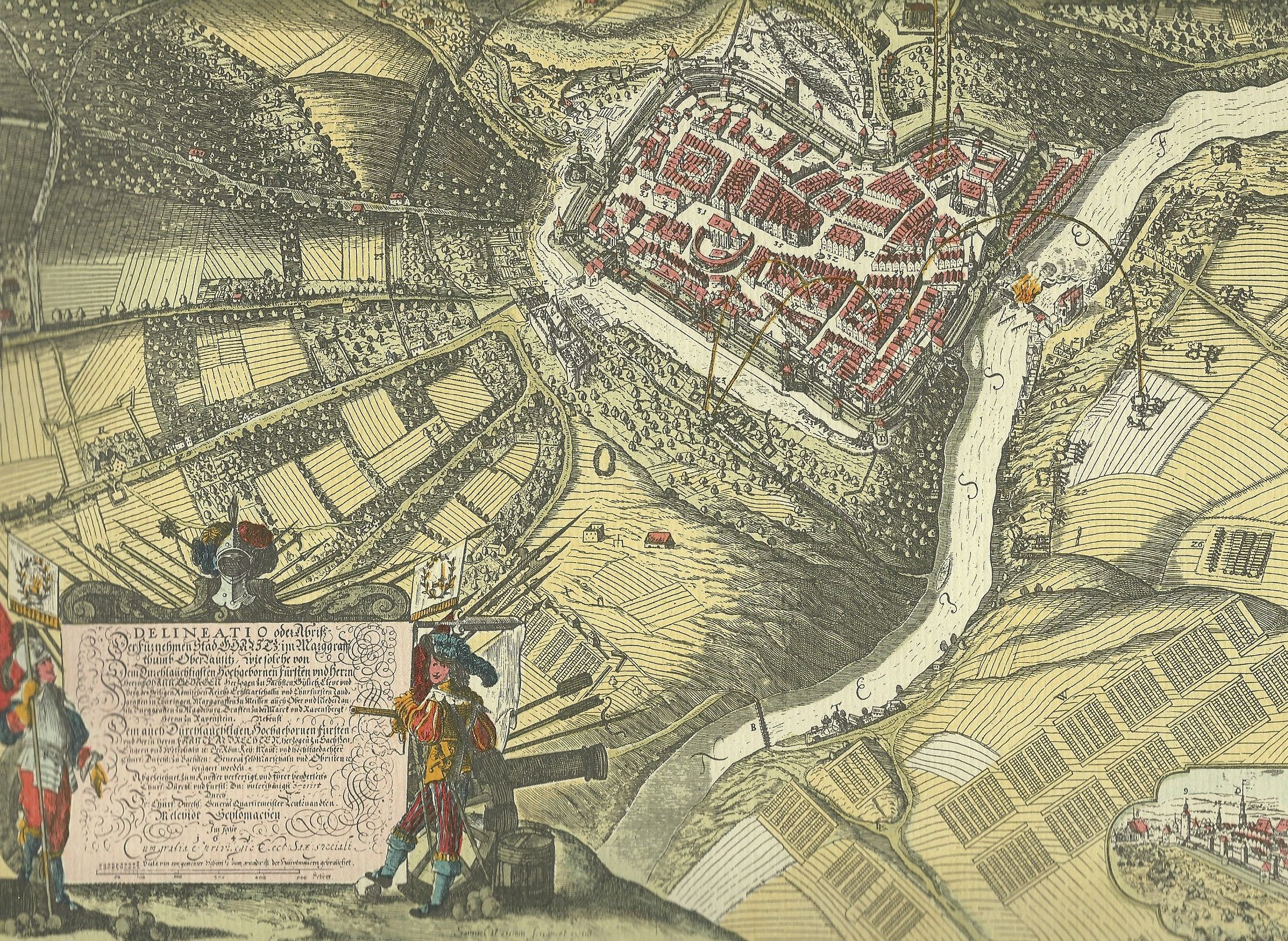
Obležení Zhořelce sasko-císařskými vojsky, niské předměstí se nachází u starého městského mostu

Dnešní Zgorzelec byl do roku 1945 východním předměstím Zhořelce na východě od břehu Lužické Nisy, proto je velká část jeho dějin spojena s vývojem města Zhořelec (Görlitz). Na místě dnešního staroměstského mostu propojující obě po válce oddělené části města byl již odedávna most spojující oba břehy Nisy. Bývalý most odstřelený wehrmachtem 7. května 1945 byl značně široký, neboť sloužil k přepravování těžkých nákladních vozů. Na zhořeleckém předměstí na východním břehu Nisy umožňoval tento most tehdejší dálkovou dopravu z Vratislavi (Breslau), Bolesławce (Bunzlau), Pravdinsku (Friedland in Ostpreußen), Lubáně, Prahy, Liberce, Zaháně (Sagan), Sulikówa (Schönberg) a Zawidówa (Seidenberg) včetně bohatých vesnic na východ od Nisy. Intenzivní doprava v několika ulicích niského předměstí ustala až s výstavbou železnice v roce 1847 a po otevření Reichenberského mostu roku 1875 (nynější most Jana Pavla II.) jižně od mostu staroměstského. Někdejší Špitální věž na východním břehu tvořila vnější opevnění Niské brány a jistila přechod přes Lužickou Nisu proti útokům z východu. Městská hradba ovšem chránila jen části města západně od řeky. Kolem Špitální věže se v průběhu let utvořilo východní předměstí pod Rabenbergem (Krucza Gora) a Töpferbergem (Plac Pocztowy). Z počátku mělo jen několik málo ulic. Toto předměstí často trpělo nedostatkem vody. Teprve v roce 1845 byl přes Nisu položen vodovod. Od roku 1878 sem dodávalo vodu také vodní dílo na Leschwitzerských loukách v dnešní městské části Görlitz Weinhübel. První rozšiřování předměstí spadá do druhé poloviny 15. století, kdy byla založena ulice Laubaner Straße. Roku 1522 následovalo další rozšíření o tzv. Neustädtchen. Východní předměstí bylo těžce zasaženo za husitských válek, při obležení Švédy obsazeného města sasko-císařskými vojsky v roce 1641, dále při napoleonských válkách roku 1813 a rovněž požáry v letech 1525, 1726, 1807 a 1811.

### Rozšiřování předměstí v 19. století

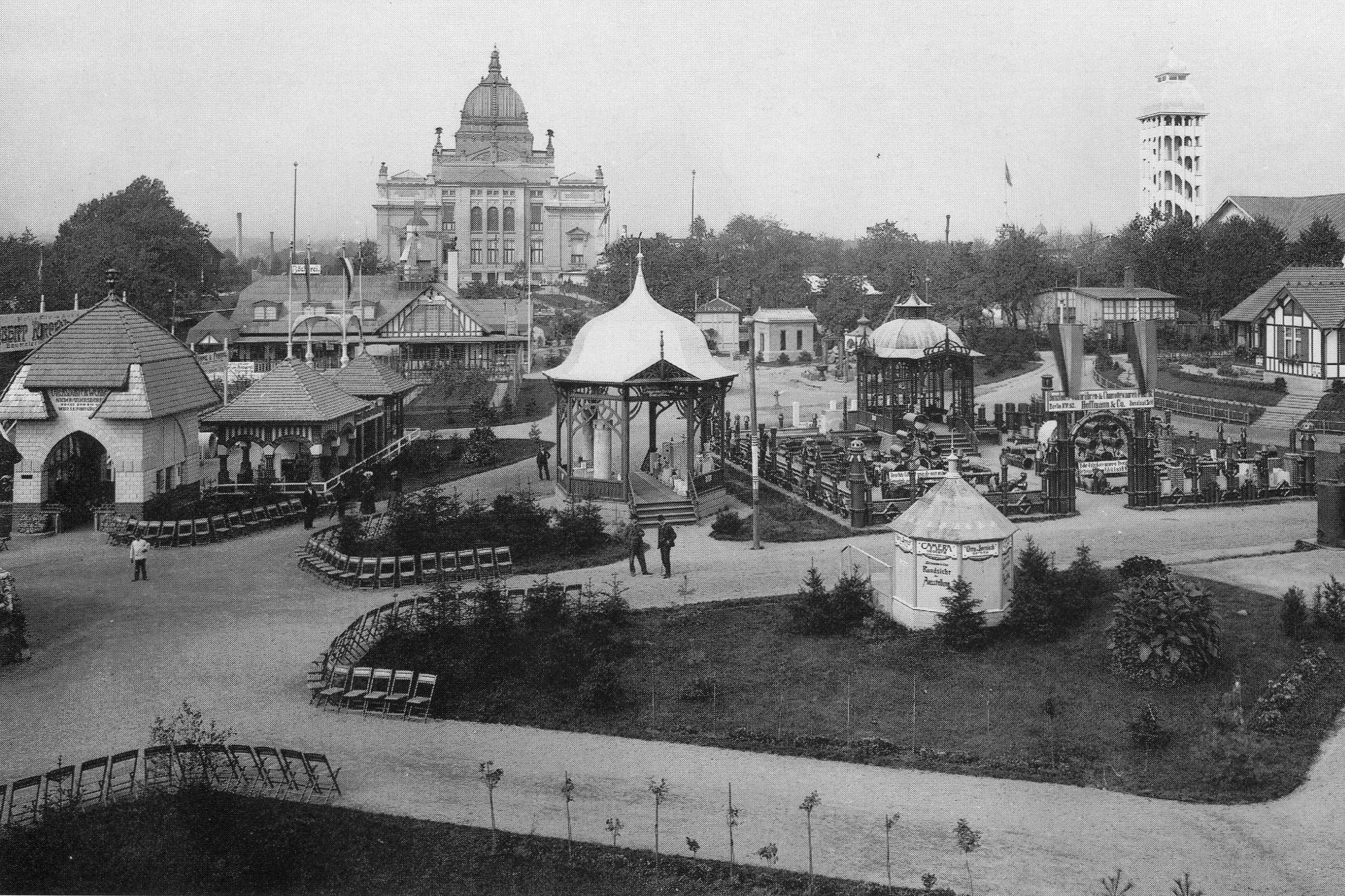
Pohled na výstavní plochu Dolnoslezské živnostenské a průmyslové výstavy (Niederschlesischen Gewerbe- und Industrieausstellung) ve směru k Pamětní hale v roce 1905

V 19. století značně narostl počet obyvatel Zhořelce. Také východní předměstí zažívalo v gründerském období stavební boom. Ke třetímu rozšíření došlo po otevření Reichenberského mostu (Most Jana Pavla II.) v blízkosti někdejšího hostince „Stadt Prag“. Čtvrté rozšíření nastalo při zesíleném osidlování Rabenbergu (Krucza Gora), kde vzniklo roku 1910 zahradní město. V roce 1929 byla postavena budova diakonie, tzv. Wohlfahrtshaus, v nynější ulici Nadbrzeżna, v sousedství bývalé ulice Breslauer Straße (Ulica Wrocławska). Roku 1876 město Zhořelec stanovilo plány na několik dalších staveb. U přechodů přes Lužickou Nisu měla být zbudována náměstí a promenádní ulice mezi Reichenberským mostem a viaduktem, v jejíž blízkosti měly být založeny parky. Při výstavbě ulic se počítalo s širokými předzahrádkami. Další revize plánu z roku 1885 stanovila pravidelnou pravoúhlou síť ulic, která neměla zohledňovat žádné terénní nerovnosti. Další stavební plán z roku 1899 zavrhl pravoúhlou uliční síť, přizpůsobil průběh ulic terénu a nadále se omezoval jen na jižní oblast předměstí. Výchozí bod pro třetí přechod přes Nisu byl projektován pro tehdejší ulici Emmerichstraße. V této době vznikl také neorenasanční nárožní dům, v němž dnes sídlí radnice Zgorzelce. V roce 1905 proběhla na bývalém náměstí Friedrichsplatz (Plac Jerzego Popiełuszki) a v parku jižně od Pamětní haly Dolnoslezská živnostenská a průmyslová výstava (Niederschlesische Gewerbe- und Industrieausstellung). Na ploše ca 16,4 ha zde v četných pavilonech nabízelo své zboží 114 vystavujících. Na východním předměstí zanechala své zřetelné stopy výstavba na způsob pruského posádkového města. Na tehdejším okraji města Zhořelce vznikly tři kasárny: Nové kasárny (od roku 1938 Courbièrovy kasárny v bývalé ulici Trotzendorfstraße (Ulica Armii Krajowej), Kleistovy kasárny (1935) v ulici Kleiststraße (Ulica Bohaterów II Armii Wojska Polskiego) a Winterfeldtovy kasárny (1936) v blízkosti ulice Elsa-Brandström-Straße (Ulica Elizy Orzeszkowej). Stavby z gründerského období (kasárny a bytová výstavba) svědčí o stavebním rozmachu tohoto předměstí ve 20. a 30. letech 20. století. Po nástupu nacismu bylo 30. června 1935 slavnostně otevřeno sídliště frontových bojovníků.

### Konec druhé světové války a osidlování
Dne 8. května 1945 obsadila Zhořelec Rudá armáda, která 1. června převedla východní předměstí pod polskou správu. Obyvatelé, kteří odsud ještě nestačili uprchnout, byli vyhoštěni polskými správními orgány do Sovětské okupační zóny. Zpočátku nebylo jasné, zda bude tato část města trvale anektována Polskou republikou. Proto se zde v prvních měsících a letech po konci války usazovalo jen velmi málo Poláků. Na obou stranách nové politické hranice v linii Odra–Nisa byla vytvořena 30 km široká hraniční zóna, která byla obsazena a střežena pohraničníky. Přístup do této oblasti byl možný pouze na základě povolení, které bylo při vjezdu a výjezdu vyžadováno. K prvním polským obyvatelům východního předměstí patřili osvobození vězni koncentračních táborů, navrátilci ze západní Evropy a vojáci. Teprve později přicházeli tzv. „repatrianti“, jak byli oficiálně nazýváni vystěhovalci z oblastí bývalého východního Polska za Curzonovou linií, které obsadil Sovětský svaz. Kromě nich se tu usazovali rovněž osídlenci z centrálního Polska a z vojvodství na jihu.
K polským osídlencům se na konci 40. let připojili četní řečtí a makedonští uprchlíci, kteří byli ve městě ubytováni. Tito uprchlíci opouštěli svou vlast během řecké občanské války v letech 1946–1949 a utíkali nejprve do sousední Albánie, Jugoslávie a Bulharska. Řekové, kteří odešli do Albánie a Bulharska byli v letech 1948–1950 rozděleni mezi socialistické bratrské země. Do Polska jich v období 1949–1950 přijelo loděmi a po železnici cca 15 000. Z počátku byli ubytováni v Gdaňsku, Gdyni, Štětíně a v Dolním Slezsku. Největší záchytná střediska se ovšem nacházela v Polici a ve Zgorzelci. Zgorzelec byl zároveň stanovištěm Státního výchovného centra pro děti a mladistvé z Řecka (POW – Państwowy Ośrodek Wychowawczy) se základní školou, lyceem a internátem. Řeky a Makedonci bylo tehdy město nazýváno Paidopolis, popř. Detski Grad. Zařízení POW se nacházela mimo jiné i v třech bývalých kasárnách.
Od léta roku 1949 byli ve Zgorzelci soustředěni všichni uprchlíci, kteří do Polska přišli. Také nově příchozí byli ihned transportováni k Nise. Vzhledem k blížícímu se převzetí místních kasáren polskou armádou však byl v létě 1950 uprchlický tábor včetně všech zařízení POW zrušen a někteří z uprchlíků byli přerozděleni mezi okolní města a podniky. Významná část Řeků a Makedonců ale ve Zgorzelci zůstala. Od roku 1958 se mohli první Makedonci vrátit do Jugoslávie. Po pádu řecké vojenské junty v roce 1974 si mohli také Řekové zažádat o návrat do vlasti. Většina z nich se ovšem kvůli zamítnutému státnímu občanství mohla vrátit až v roce 1981 po vítězství socialistického politika Andrease Papandrea. Nepatrná řecká menšina žije od roku 1948 ve městě dodnes. Na řecko-makedonské období dějin Zgorzelce upomíná pamětní kámen na místě bývalého uprchlického tábora a festival řecké písně, který se koná každoročně v červenci.

### Polonizace
Průvodním jevem nového osidlování byla polonizace východního předměstí. Oficiálně se však hovořilo o repolonizaci, neboť Lužice na počátku 11. století patřila Polskému království. Získaná území tak mohla být definována jako tzv. Ziemie Odzyskane (tj. znovuzískaná území). V důsledku této politiky z veřejného prostoru zmizely četné kulturní statky, např. pomníky a pamětní desky. První projevy tohoto ničení bezpochyby souvisely s poválečnou pomstou někdejšímu německému obyvatelstvu, což se mimo jiné projevovalo demolováním náhrobních kamenů na hřbitovech. Byl zakázán zpěv a hraní německých písní, německé nápisy byly odstraňovány také z nádobí, šatstva a jiných předmětů denní potřeby.

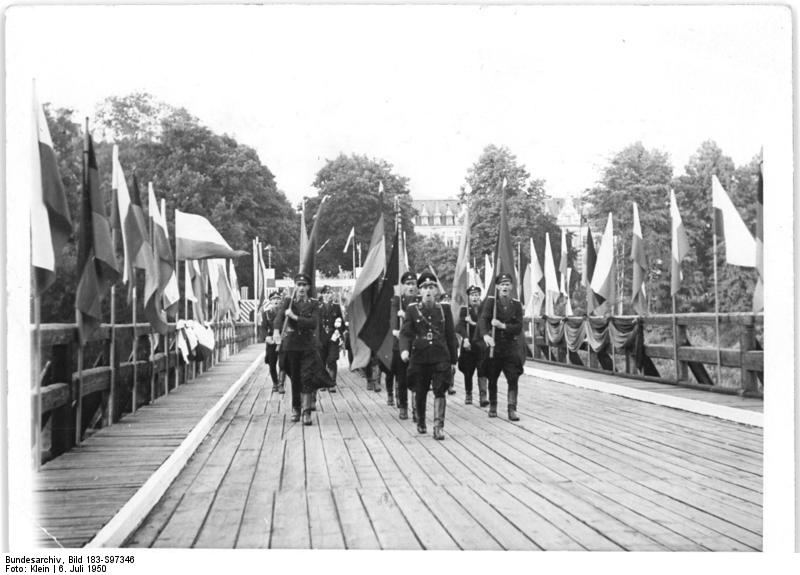
Německá delegace přichází v doprovodu Lidové policie přes provizorní most podepsat Zhořeleckou smlouvu o německo-polské státní hranici (7. července 1950)

Východní část Zhořelce byla nejprve pojmenována názvem Zgorzelice, v roce 1946 však byla přejmenována současným názvem Zgorzelec, což je polské označení Zhořelce. Německo-polská státní hranice na linii Odra – Lužická Nisa byla 6. července 1950 potvrzena Zhořeleckou smlouvou mezi NDR a Polskou republikou. Od této doby započal samostatný vývoj polského města Zgorzelec. Mnoho zde usazených rodin však ještě dlouho žilo v nejistotě, zda je odersko-niská hranice skutečně definitivní. Zpočátku musely obě části původního města sdílet část infrastruktury, např. plynovod na polské straně a vodovod na německé straně. Teprve v průběhu desetiletí si obě části vybudovaly svou vlastní infrastrukturu. Tak vznikla např. v letech 1968–1972 nová vodárna na polské straně v městské části Ujazd.
V roce 1957 byla obnovena přeshraniční doprava na niském viaduktu, který mezitím opravili polští odborníci. Dne 1. října následujícího roku prohlásily oba sousední státy městský most (od roku 2006 Most Jana Pavla II.) za oficiální hraniční přechod. Pro přechod hranice však bylo stále nutné vízum. Po zavedení bezvízového styku mezi NDR a Polskou lidovou republikou se přechod na městském mostu stal jedním z nejdůležitějších hraničních přechodů na západě Polska. Hraniční přechod Görlitz/Zgorzelec byl totiž jediným přechodem pro silniční dopravu mezi Žitavou na jihu a Bad Muskau na severu. Bezvízové cestování však bylo ze strany NDR zrušeno po nepokojích v Gdaňsku v souvislosti s hnutím Solidarność dne 30. října 1980.
Armáda, která po zřízení Nových kasáren sídlila ve východním předměstí již od roku 1896, se do města opět vrátila. Od roku 1945 sloužil Zgorzelec jako posádkové město polských ozbrojených sil. Polská vojska, která využívala bývalé Kleistovy a Winterfeldtovy kasárny, sídlila na území města až do roku 1998. Mezi jinými se v Zgorzeleci nacházel protiletadlový pluk, průzkumný prapor a pluk protichemické obrany.

### Po roce 1989
Zgorzelec náležel v nově vytvořené správní struktuře Polska zpočátku k Vratislavskému vojvodství. Po správní reformě v roce 1975 se stal součástí nově založeného Jelenohorského vojvodství. Po reformě roku 1998 se stalo Jelenohorské vojvodství součástí Dolnoslezského vojvodství.
Od roku 1998 tvoří Zgorzelec a sousední německé město Görlitz tzv. „Evropské město Görlitz/Zgorzelec“. Symbolickým aktem společného ujednání bylo otevření nově postaveného staroměstského mostu dne 20. října 2004, který spojuje niské předměstí Zgorzelce se starým městem v Görlitz. Původní most nacházející se tomto místě byl vyhozen do povětří 7. května 1945. Také se stopami německé minulosti Zgorzelce se začalo zacházet smířlivěji: v únoru 2012 městská rada rozhodla o pojmenování dvou ulic v niském předměstí po Bartholomaeovi Scultetovi a Jakobu Böhmovi. Böhma už od roku 2011 připomíná památník na křižovatce Ulica Stefana Okrzei/Ulica Bohaterów Getta. Společně s městem Görlitz získal Zgorzelec titul Evropské hlavní město kultury 2010.

## Obyvatelstvo

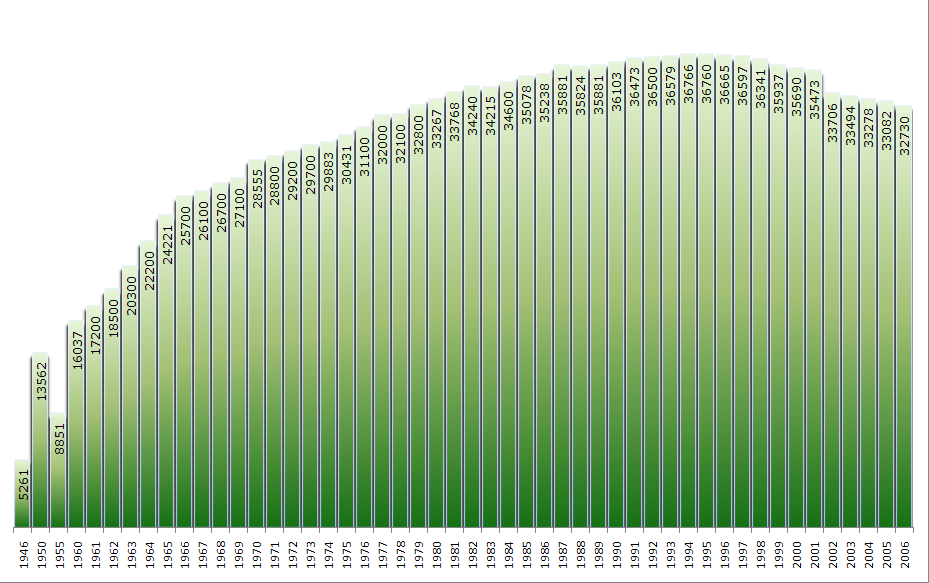
Vývoj počtu obyvatel Zgorzelce v období let 1946–2006

Před druhou světovou válkou žilo ve východním předměstí ca 8800 zhořeleckých občanů. Původní německé obyvatelstvo předměstí bylo v roce 1945 z velké části vysídleno. V prosinci roku 1945 zde žilo ještě asi 2400 německých obyvatel, v roce 1949 jich už bylo jen 17.
Při znovuosidlování území Zgorzelce polská vláda slibovala, že každý nově příchozí z centrálního Polska obdrží statek v západních oblastech. Reklamní brožury slibovaly novým osadníkům lepší životní podmínky a bohatství. V roce 1947 žilo v bývalém předměstí jen asi 4300 Poláků. Polovina z nich byli tzv. „repatrianti“, jak byli oficiálně nazýváni vystěhovalci z bývalých východních oblastí Polska za Curzonovou linií, které obsadil Sovětský svaz. Druhou velkou skupinu tvořili vojenští osadníci a osídlenci z centrálního a jižního Polska. Mezi novými polskými obyvateli však byli také navrátilci ze západní Evropy. Kromě polských osadníků byly ve Zgorzelci v letech 1948–1950 dočasně ubytováni makedonští a řečtí uprchlíci, jejichž počet někdy dosahoval výše až 9000 osob. Většina z nich se vrátila domů v 80. letech. Jejich pobyt ve městě připomíná tzv. Bulwar Grecki s pamětním obeliskem a festival řecké hudby. V roce 2010 žilo ve Zgorzelci asi 60 Řeků a jejich potomků, jedná se tedy o největší řeckou komunitu v Polsku. V roce 2017 žilo ve Zgorzelcci 30 738 obyvatel, což je asi o 5400 méně než roku 1994. Pokles počtu obyvatel však není tak výrazný jako v sousedním městě Görlitz. Zgorzelec a Görlitz měly v roce 2016 dohromady 86 600 obyvatel, z nichž 31 089 žilo ve Zgorzelci. To zhruba odpovídá počtu obyvatel celého města na počátku dvacátých let 20. století.

## Náboženský život
Největší část obyvatel se tak jako většina Poláků hlásí k římskokatolické konfesi. Řekové, kteří ve městě zůstali, si v roce 2002 postavili malý celodřevěný kostel sv. Konstantina a Heleny, jehož interiér zaujímá 45 m². V roce 2018 zde působil ortodoxní kněz z východního Polska, který ovšem ovládal pouze starou řečtinu, což vedlo k odcizení některých novořecky hovořících věřících. Ve farním kostele sv. Petra a Pavla v Görlitz se od roku 2006 pravidelně konají evangelické bohoslužby v polském jazyce určené pro polské protestanty. Protestanti ze Zgorzelce však administrativně spadají po luterskou obec v Lubáni. Dalšími náboženskými komunitami jsou baptisté, členové letničního hnutí a svědkové Jehovovi. Katolické obce ve městě patří k děkanátu Zgorzelec a ten zase k lehnickému biskupství. Mezi četnými katolickými kostely jsou nejen církevní stavby německého původu, ale také novostavby na okraji města. Impozantní dvojitý kostel vznikl v roce 1981 na severním okraji města v ulici Księdza Jana Kozaka. Skládá se z horního kostela sv. Josefa (Kościół św. Józefa Robotnika) a dolního kostela sv. Barbory (Kościół św. Barbary). Nejmladší sakrální stavbou je roku 2009 vysvěcený kostel sv. Hedviky (Kościół św. Jadwigi Śląskiej) ve východní části města. Další kostel byl postaven v městské části Ujazd v blízkosti bývalého evangelického hřbitova. Tento kostel Panny Marie (Kościół parafialny p.w. Matki Bożej Łaskawej) slouží jako farní kostel stejnojmenné farnosti (Parafia Matki Bożej Łaskawej). V roce 2012 se bohoslužby konaly také v provizorní rozestavěné kostelní budově. Bývalý Moysský evangelický hřbitov byl na podzim roku 2010 obnoven a jeho povalené německé náhrobky byly znovu vztyčeny. Kosterní nálezy byly uloženy do hromadného hrobu, který byl překryt kamennou deskou. Na ní byly instalovány tři velké pamětní desky se jmény zemřelých. Na hřbitově se i dnes konají pohřby farnosti Panny Marie.

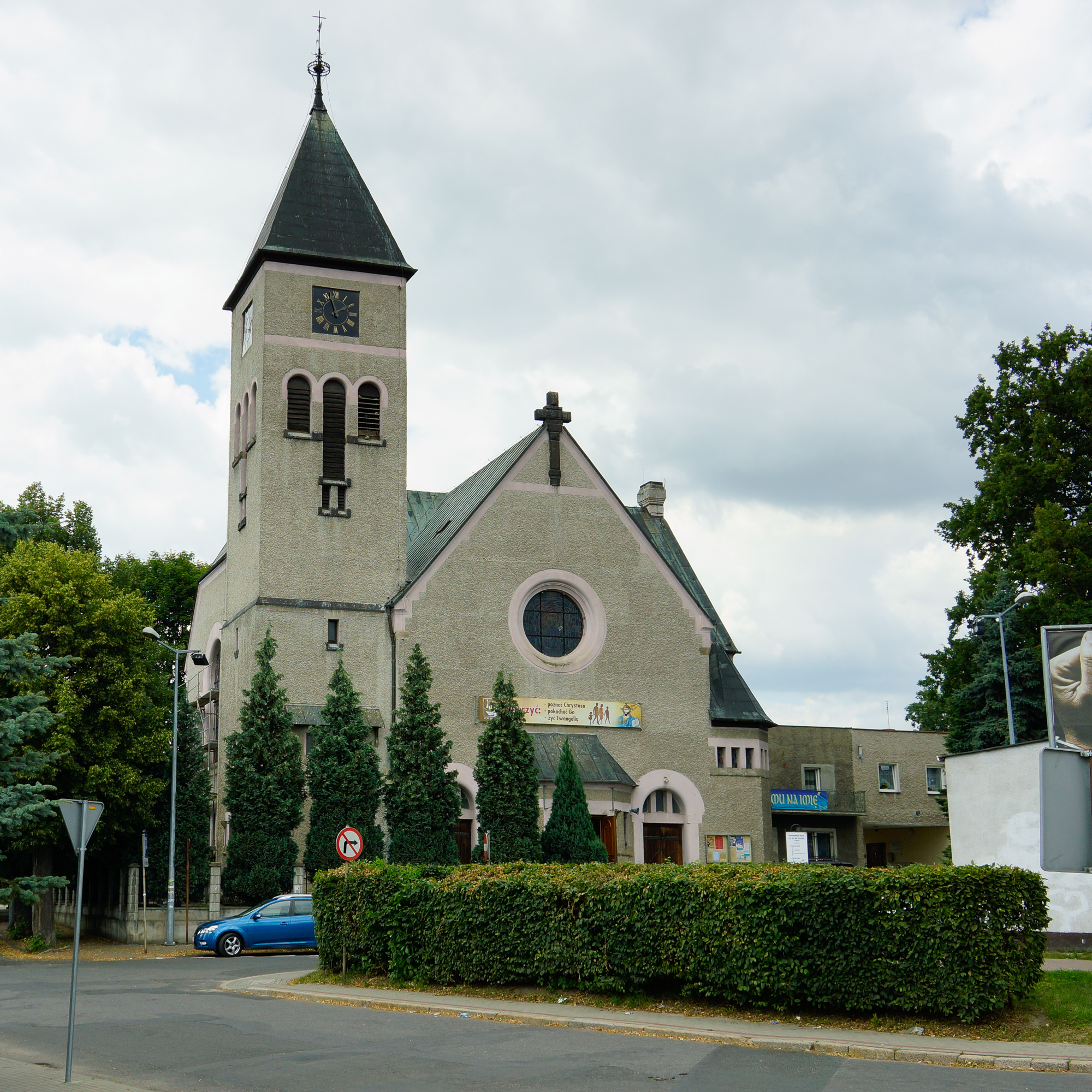
Kostel svatého Jana Křtitele
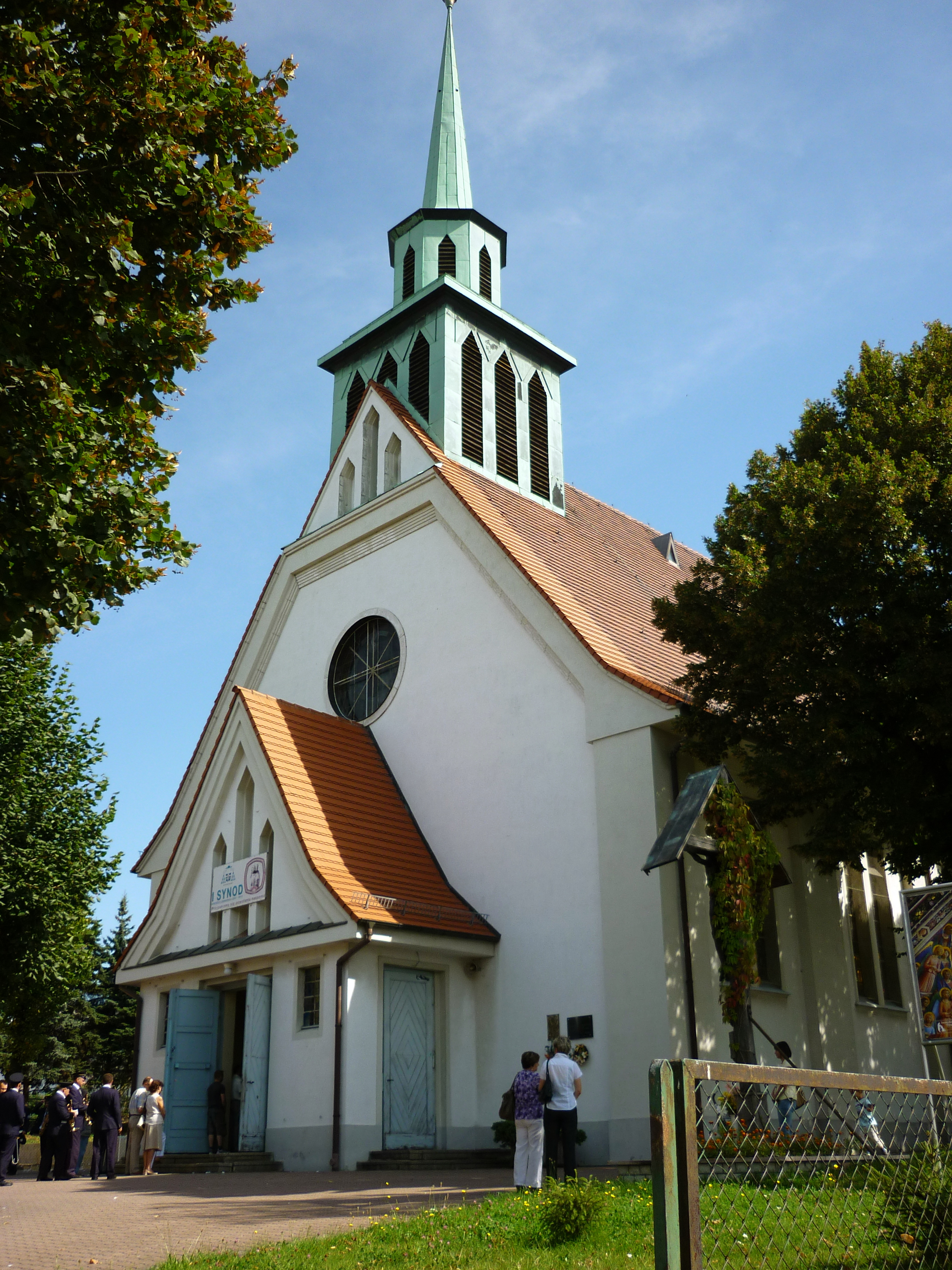
Kostel svatého Bonifáce v blízkosti autobusového nádraží
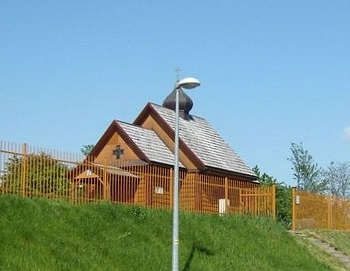
Řecký ortodoxní kostel sv. Konstantina a Heleny v ulici Lubańska
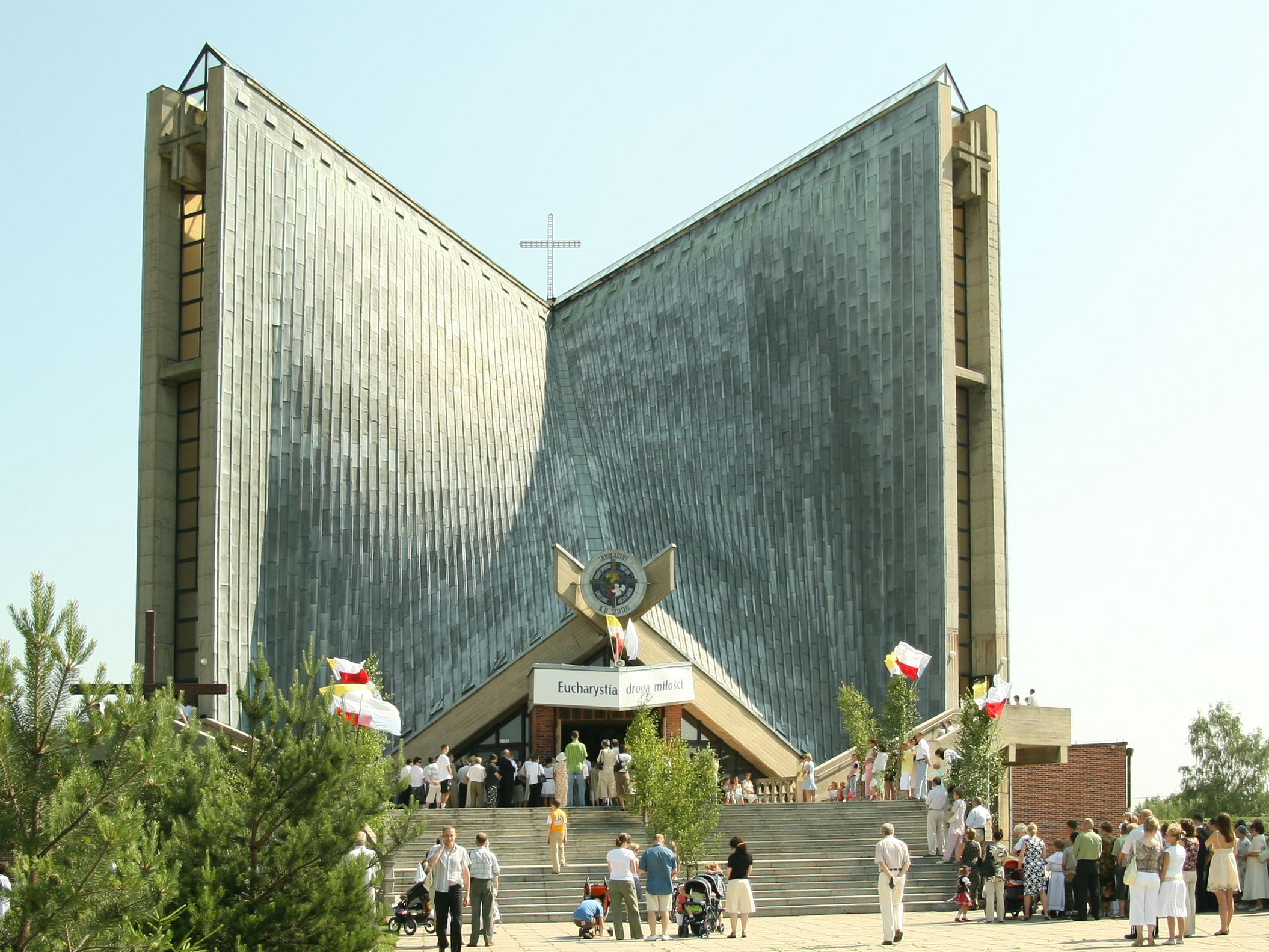
Kościół św. Józefa Robotnika v ulici Księdza Jana Kozaka
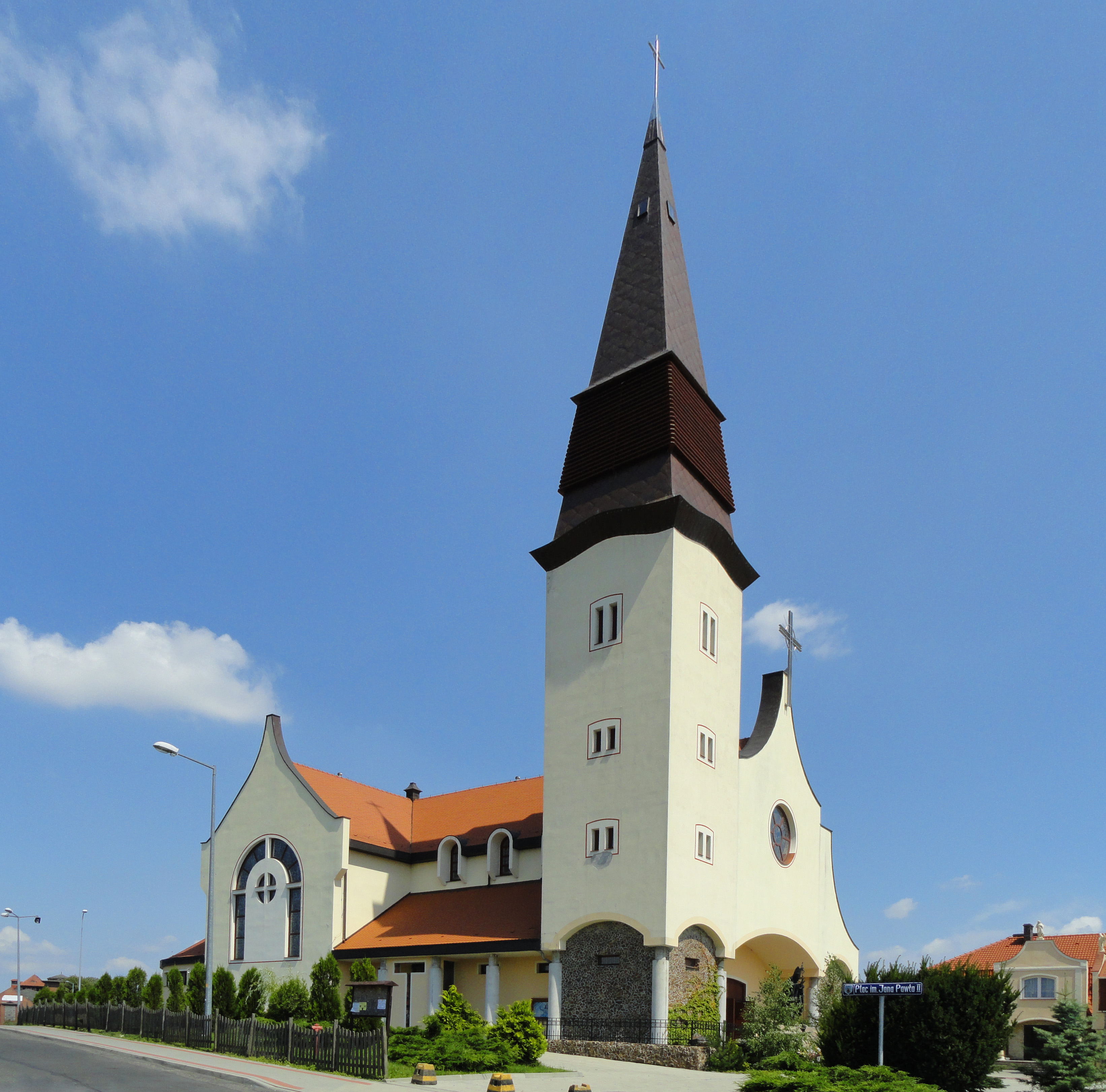
Kościół św. Jadwigi Śląskej v ulici Armii Krajowej

## Politika

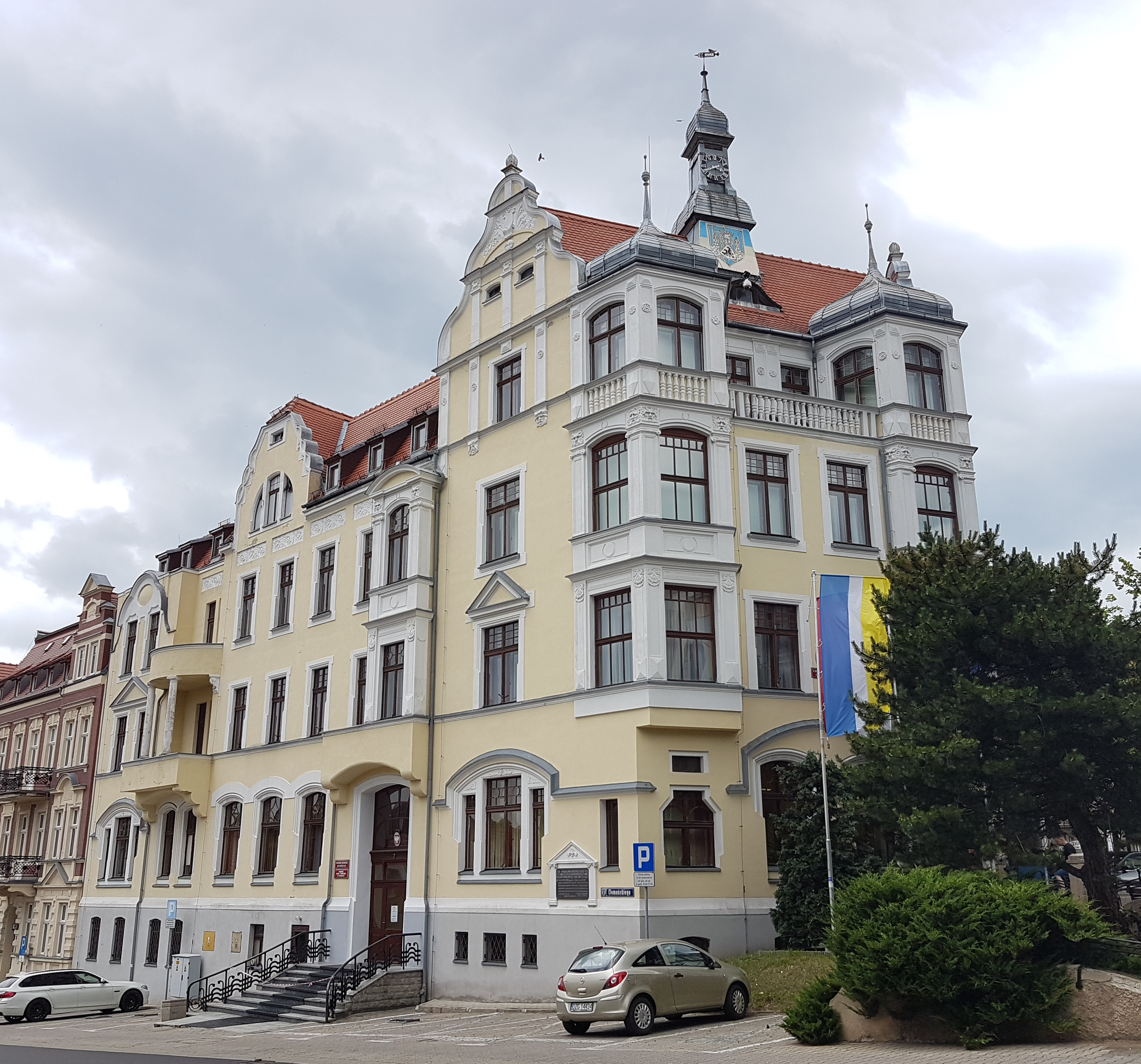
Zgorzelecká radnice s městskou, polskou a evropskou vlajkou

### Starosta
První svobodné komunální volby ve Zgorzelci se konaly v roce 1990, obsazení úřadu starosty se ale často měnilo, takže již v následujícím roce byl ve funkci třetí starosta. Od roku 2006 je v úřadu manažer a politik Rafał Gronicz (Občanská platforma). V roce 2010 porazil svého předchůdce Mirosława Fiedorowicze (Svaz demokratické levice) a byl tak do funkce zvolen podruhé. Funkční období starosty trvá čtyři roky. V roce 2014 Gronicz opět získal 67 % hlasů, roku 2018 zvítězil v 1. kole voleb se ziskem 59 % hlasů. Radnice s kanceláří starosty se nachází v bývalé rezidenční budově na rohu ulic Domańskiego a Warszawska.

### Městská rada
Městská rada (Rada Miasta) se volí každý čtvrtý rok a skládá se z 21 zastupitelů. Poslední volby do městské rady se konaly v roce 2018. Složení městské rady je následující:
|      | Platforma Obywatelska | Prawo i Sprawiedliwość | Porozumienie Prawicy | Komitet Wyborczy Wyborców Ponad Podziałami | Komitet Wyborczy Wyborców Rafała Gronicza | Kukiz’15 | Celkem |
| 2014 | 15                    | 1                      | 4                    | 1                                          | –                                         | –        | 21     |
| 2018 | 0                     | 5                      | 0                    | 0                                          | 15                                        | 1        | 21     |

### Znak a vlajka

Městský znak

Vlajka

Prapor

Město Zgorzelec používá od roku 1960 svůj vlastní znak, který má svůj původ v první zhořelecké městské pečeti (Sigillum civitatis Gorliz) ze 13. století. Podoba této pečeti byla projednána městskou radou v roce 1298. Nový znak se však od původního znaku na pečeti v některých ohledech odlišuje. Štít uprostřed znaku, na němž byla do roku 1329 braniborská orlice, byl po té nahrazen českým lvem. Na polském znaku je nyní slezská orlice, ovšem bez stříbrného perizonia, ozdobeného křížku a jetelových listů. Prostřední brána, která byla i na pečeti s českým lvem, je zde pouze naznačena stylizovaným obloukem.
Blason: Na modrém poli je městská hradba s cimbuřím se dvěma věžemi se špičatou střechou, mezi nimiž oblouk ve tvaru brány, pod nímž je uprostřed štít se slezskou orlicí, nad níž se nachází hrncová přilba s orlím křídlem.
Městská vlajka je trojdílná. Horní dvě pětiny jsou modré a dolní dvě pětiny žluté. Prostřední úzký pás je bílý. Barvy žlutá a modrá symbolizují příslušnost k Horní Lužici. Barevná kombinace bílé a žluté v dolní části vlajky odpovídá barvám slezské vlajky.

### Partnerská města
- Görlitz, Německo, od roku 1980/1991/2004
- Nausa, Řecko, od roku 1998
- Myrhorod, Ukrajina, od roku 2007
- Avion, Francie, od roku 2012

Partnerství se sousedním městem Görlitz bylo uzavřeno již v roce 1980. Po sjednocení Německa byla smlouva v dubnu 1991 a naposledy roku 2004 – v roce otevření nového staroměstského mostu přes Lužickou Nisu – obnovena. První společné zasedání obou městských zastupitelstev se konalo v roce 1996. Od té doby se obě zastupitelstva setkávají nejméně jednou ročně. Obě sousední města spolupracují v rámci roku 1998 deklarovaného „Evropského města“ na vícero rovinách. Existuje např. vnitroměstská autobusová linka, která vede přes státní hranici. Od roku 2012 je již rozběhnutý projekt přeshraniční tramvaje. Zgorzelecký starosta získal podporu Dolnoslezského vojvodství. Náklady na investice a provoz, jakož i trasu by měly být stanoveny v projektové studii, aby bylo možné podat žádost o evropské financování. Cílem je zavést tuto tramvajovou síť do roku 2020. Kromě toho funguje od roku 1994 německo-polská mateřská škola Zwergenhaus v Görlitz a polsko-německá mateřská škola v Zgorzelci. Děti a dospívající pak mohou navštěvovat německo-polskou základní školu v centru města a dvojjazyčné Augustum-Annen-Gymnasium v Görlitz. Oběma městy jsou rovněž podporovány četné sportovní a kulturní události, např. Evropský maraton, běh přes most, udělování Mezinárodní ceny „Most Görlitz-Zgorzelec“ a znovu oživené slezské hudební festivaly.

## Pamětihodnosti

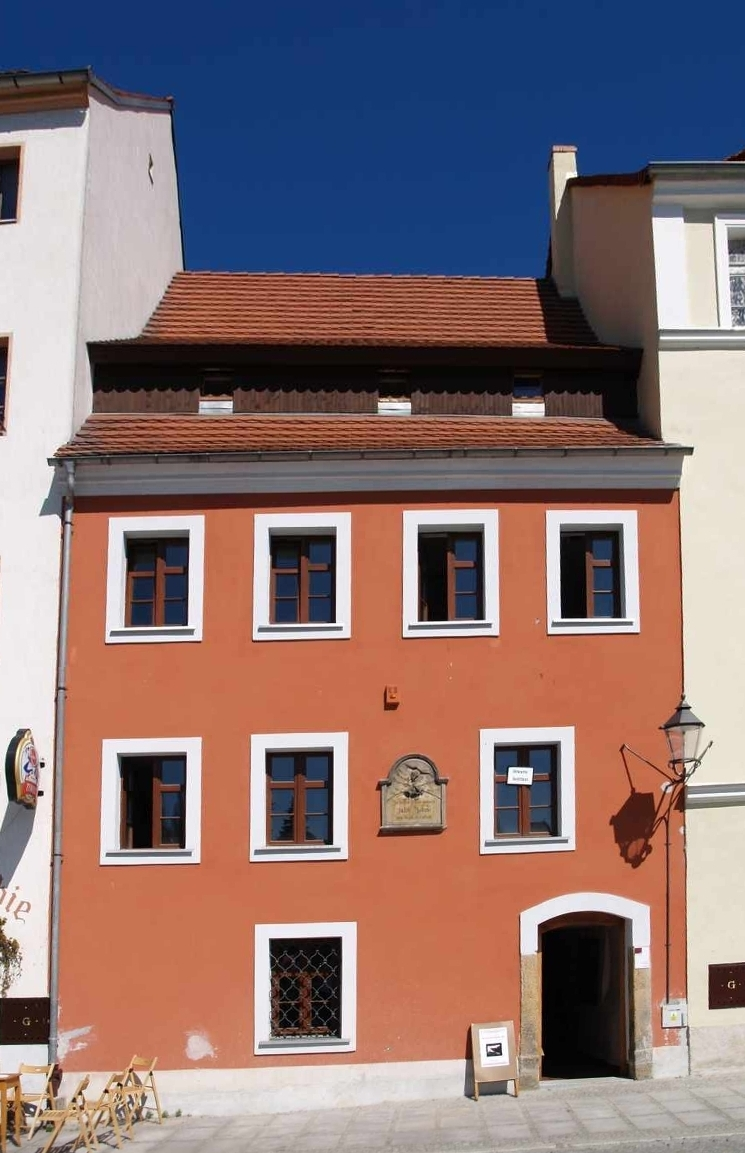
Dům Jakoba Böhma v ulici Daszyńskiego (dříve: Prager Straße). Mystik, filosof a křesťanský teosof Jakob Böhme zde žil v letech 1599–1610

### Sakrální stavby
- Kostel svatého Jana Křtitele (Kościół św. Jana Chrzciciela/Johanneskirche) – Novoromantická stavba luterského (dnes římskokatolického) kostela svatého Jana Křtitele vznikla v letech 1905–1907 podle návrhu architekta Arna Eugena Fritsche (1858–1939). Stavitelem byl Fehler, otec pozdějšího primátora Zhořelce Alfreda Fehlera. Stavbu financoval průmyslník Julius Arnade, majitel někdejší továrny na kufry.[52]
- Kostel svatého Bonifáce (Kościół św. Bonifacego/Bonifatiuskirche) – Katolický kostel sv. Bonifáce byl postaven v letech 1929–1930 podle návrhu architekta Bernharda Sandera pro vojáky katolického vyznání z městské posádky. V roce 1938 se do kostela dostaly někdejší varhany ze zhořelecké synagogy, které se zde používají dodnes.[53]

### Profánní stavby
- Dům Jakoba Böhma (Dom Jakob Böhme/Jakob-Böhme-Haus) – V tomto trojposchoďovém domě z 16. století s jednoduchým portálem a okenními rámy, který byl vícekrát přestavován, žil v letech 1590–1610 mystik, filosof a křesťanský teosof Jakob Böhme. Na fasádě domu je zachovalá pamětní deska. Od roku 2007 zde sídlí spolek Polskie Stowarzyszenie Euroopera provozující nedaleké Lužické muzeum (Muzeum Łużyckie/Lausitzmuseum).
- Trojkolový mlýn (Młyn trójkołowy/Dreiradenmühle) – Trojkolový mlýn byl jedním ze tří velkých obilných mlýnů ve Zhořelci, sloužil však i jako pohonný mlýn pro koželužny. První písemná zmínka o něm pochází z roku 1273. Původní komplex tvořilo několik budov, z nichž se po mnoha přestavbách dochovala 34 m vysoká věž sila z roku 1938. Ta je od roku 1998 ozdobena mozaikou od Vahana Bega a Michała Bulaka.

- Hornolužická pamětní hala (Dom Kultury w Zgorzelcu/Oberlausitzer Gedenkhalle) – Hornolužická pamětní hala s muzeem císaře Fridricha III. Pruského byla vystavěna podle návrhu Huga Behra v letech 1898–1902 ve stylu neorenesance. Náklady na tuto stavbu, která vznikla k poctění Viléma I. Pruského a Fridricha III. Pruského u příležitosti roku tří císařů, dosáhly 527 600 marek (+224.600 marek na sochařskou výzdobu). Budovu slavnostně otevřel Vilém II. Pruský dne 28. listopadu 1902. ca 42 m vysoká kupole se zlacenou císařskou korunou byla inspirována budovou berlínského Říšského sněmu. Dvě skupiny soch na vnější fasádě, které jsou alegoriemi „války“ a „míru“ byly vytvořeny berlínským sochařem Hugem Ledererem. Reliéfy „hrůzy války“ a „požehnání míru“ stejně jako plastiky „Severní a jižní Německo holduje Germánii“ a štít s alegorií vítězství a skupinami „umění“ a „dějiny“ po stranách pocházejí od drážďanského sochaře Reinharda Schnaudera. Uvnitř vlajkami ozdobené haly stál sochařský portrét obou císařů od Johannese Pfuhla. Za druhé světové války bylo muzeum uzavřeno. V roce 1945 byla část soch ukradena. Od roku 1948 se budova využívá jako městský dům kultury, roku 1950 zde byla podepsána Zhořelecká smlouva. Původní ikonografie je na několika místech přeznačena: na vlysech jsou nové nápisy, znak Německého císařství je nahrazen znakem Polské lidové republiky.[54]

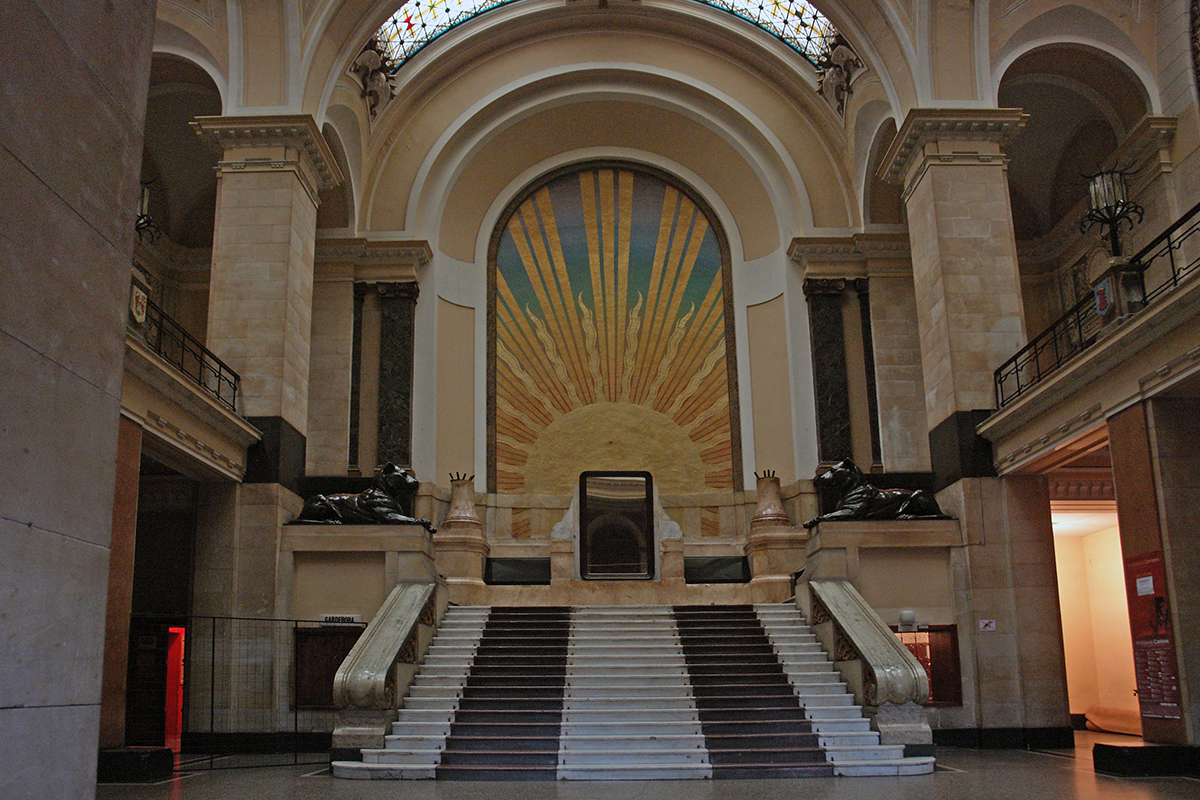
Interiér Domu kultury ve Zgorzelci (2006)

- Courbièrovy kasárny (Dawne koszary Courbière'a/Neue Kaserne/Courbière-Kaserne) – Areál Nových či Courbièrových kasáren vznikl na někdejším vojenském cvičišti v roce 1890. Od roku 1896 tu sídlil I. prapor pěšího pluku č. 19. Budovy kasáren (kdysi nazývané také „Červené kasárny“) jsou typickou ukázkou pruské cihlové architektury. Ve 30. letech 20. století byl přistavěn tzv. Winterbergblock a venkovní kamenná plastika se symbolem wehrmachtu.
- Kleistovy kasárny (Dawne koszary wojskowe przy ul Bohaterów II AWP/Kleist-Kaserne) – Nedaleko Courbièrových kasáren byly v roce 1935 vystavěny Kleistovy kasárny pro II. Prapor pěchotního pluku č. 30 náležející k 18. pěší divizi.
- Winterfeldtovy kasárny (Jednostka wojskowa nr 2885 – Wojska Chemiczne Zgorzelec/Winterfeldt-Kaserne) – Nejnovějším zhořeleckým kasárenským areálem jsou bývalé Winterfeldtovy kasárny, které vznikly v roce 1936. Sloužily jako ubikace pro tzv. pozorovací oddělení wehrmachtu č. 18.

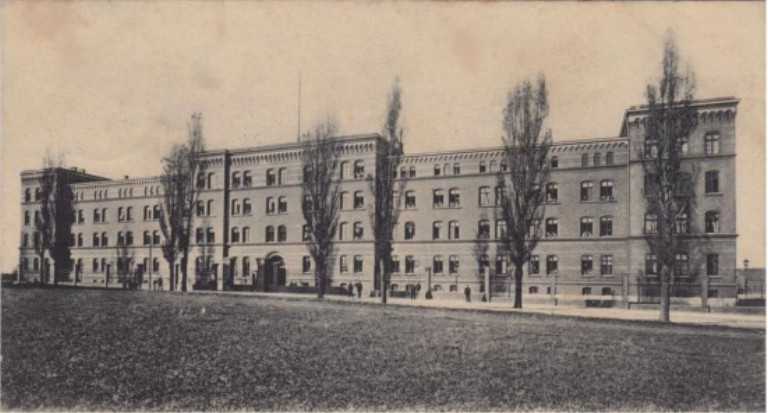
Courbièrovy kasárny
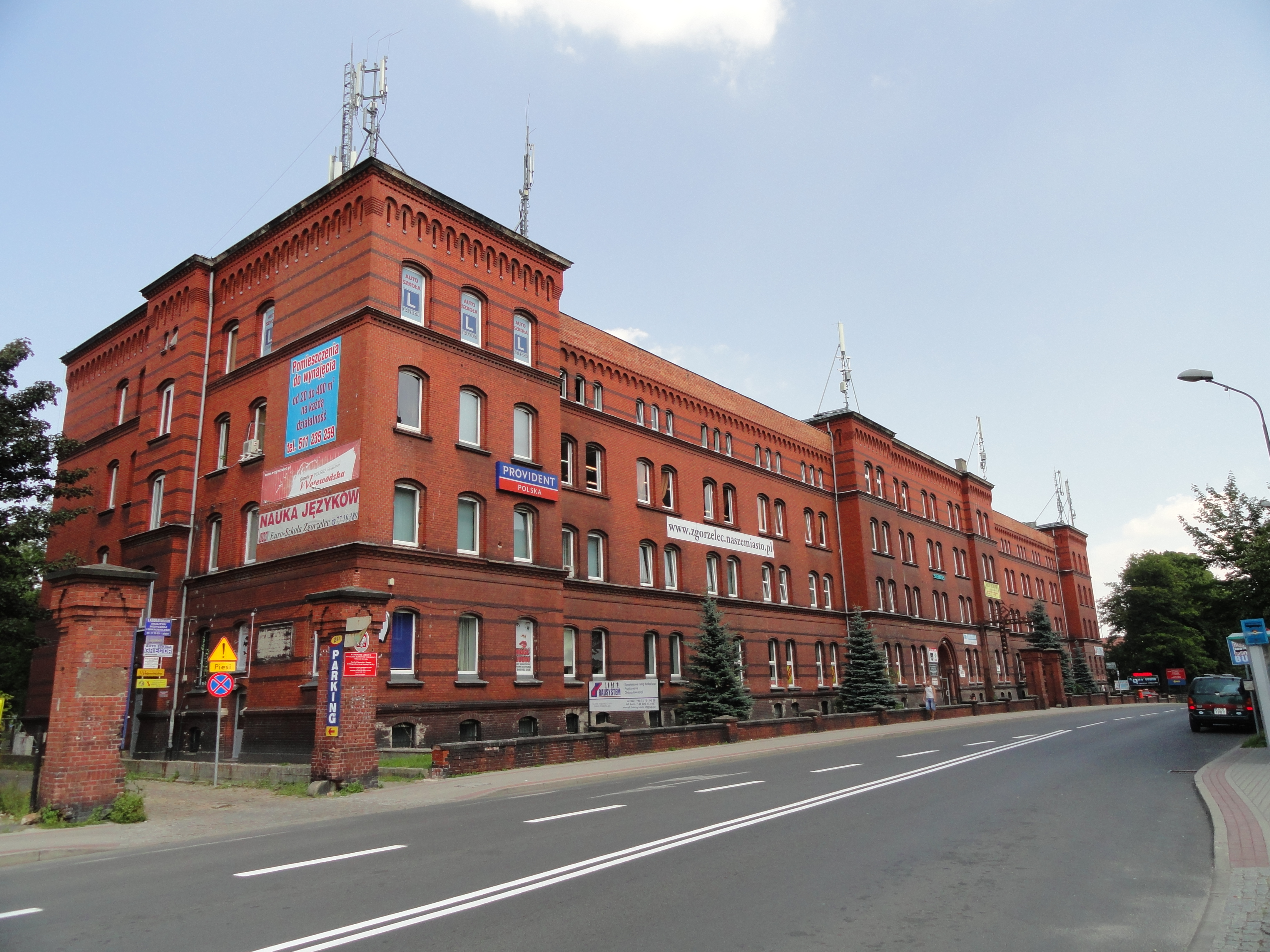
Bývalé Courbièrovy kasárny (2012)
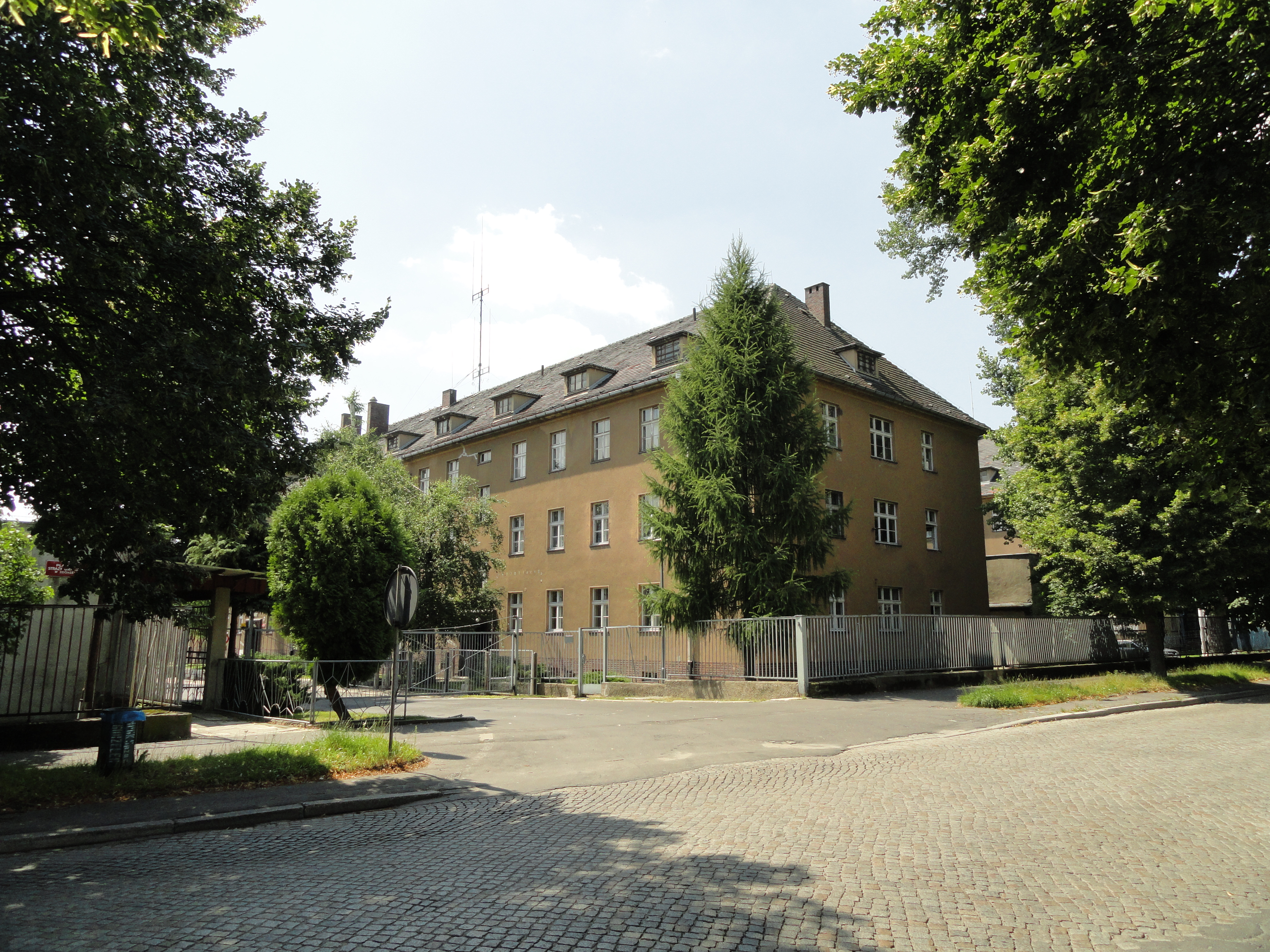
Východní blok bývalých Kleistových kasáren

### Pomníky
- Saský poštovní milník z roku 1723, zničený v roce 1945. Dnes je na jeho místě kopie z roku 2003.
- Obelisk na památku padlých řeckých vojáků za první světové války se nachází v Paderewského parku.
- Památník zajateckého tábora Stammlager VIII A (zkráceně: Stalag VIII A) připomíná vojenské zajatce z řad spojenců, jejich počet v roce 1944 dosahoval až 47 328 osob. Nejznámějším zajatcem byl francouzský hudební skladatel Olivier Messiaen.
- Polský vojenský hřbitov s hroby více než 3000 padlých vojáků z 2. polské armády, kteří zahynuli během ofenzívy u Lužické Nisy na počátku roku 1945. Každý z hrobů je označen grunwaldským křížem z betonu. Autorem sousedního pomníku s piastovským orlem z roku 1978 je krakovský sochař Józef Potępa.
- Pamětní kámen v ulici Bulwar Grecki připomíná řecký uprchlický tábor z let 1949–1950.

### Parky
Největšími parky ve Zgorzelci jsou Park im. Andrzeja Błachańca (Georg-Snay-Park mit Feldberggarten) u Domu kultury a Park Ujazdowski (Jägerwäldchen a Moyser Park) u potoka Czerwona Woda. Oba parky s listnatými stromy a rybníkem, které vznikly po roce 1870 péči zhořeleckého inspektora parků Sterlinga, jsou spojeny chodníkem. Kromě vzácných druhů hmyzu zde žijí bobři, vydry a netopýři. Dalším významnou plochou veřejné zeleně je Park im. Paderewskiego (Georg-Wiesner-Park), jenž prochází několika ulicemi. Východní část parku byla později zastavěna panelovými domy. V ulicích Armii Krajowej a Boheraterów II Armii Wojska Polskiego se nachází bývalá Henneberská zahrada založená podle plánu ředitele zahradních staveb Diekmanna o rozloze 100 000 m².

## Kultura

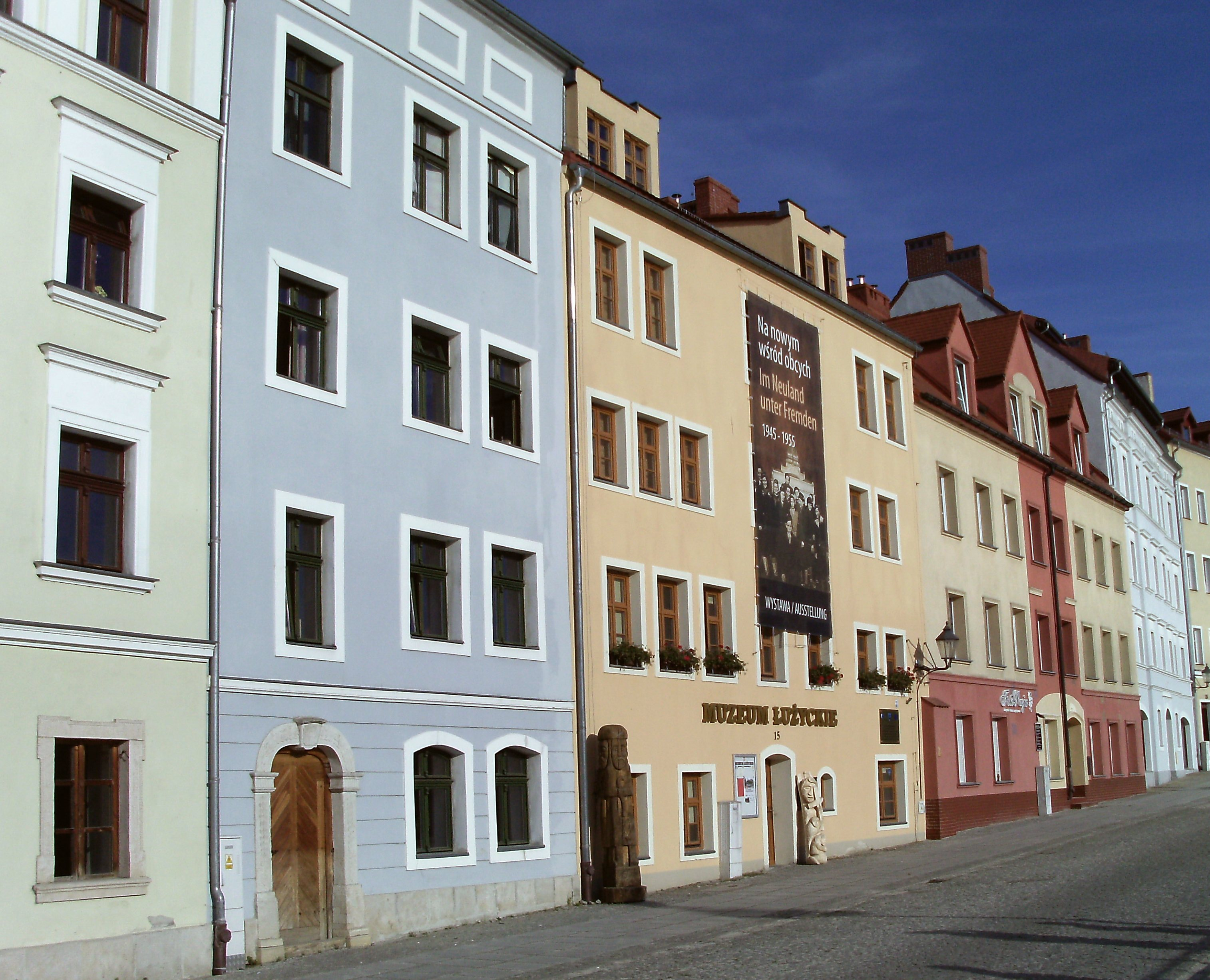
Lužické muzeum v ulici Daszyńskiego

### Městský dům kultury

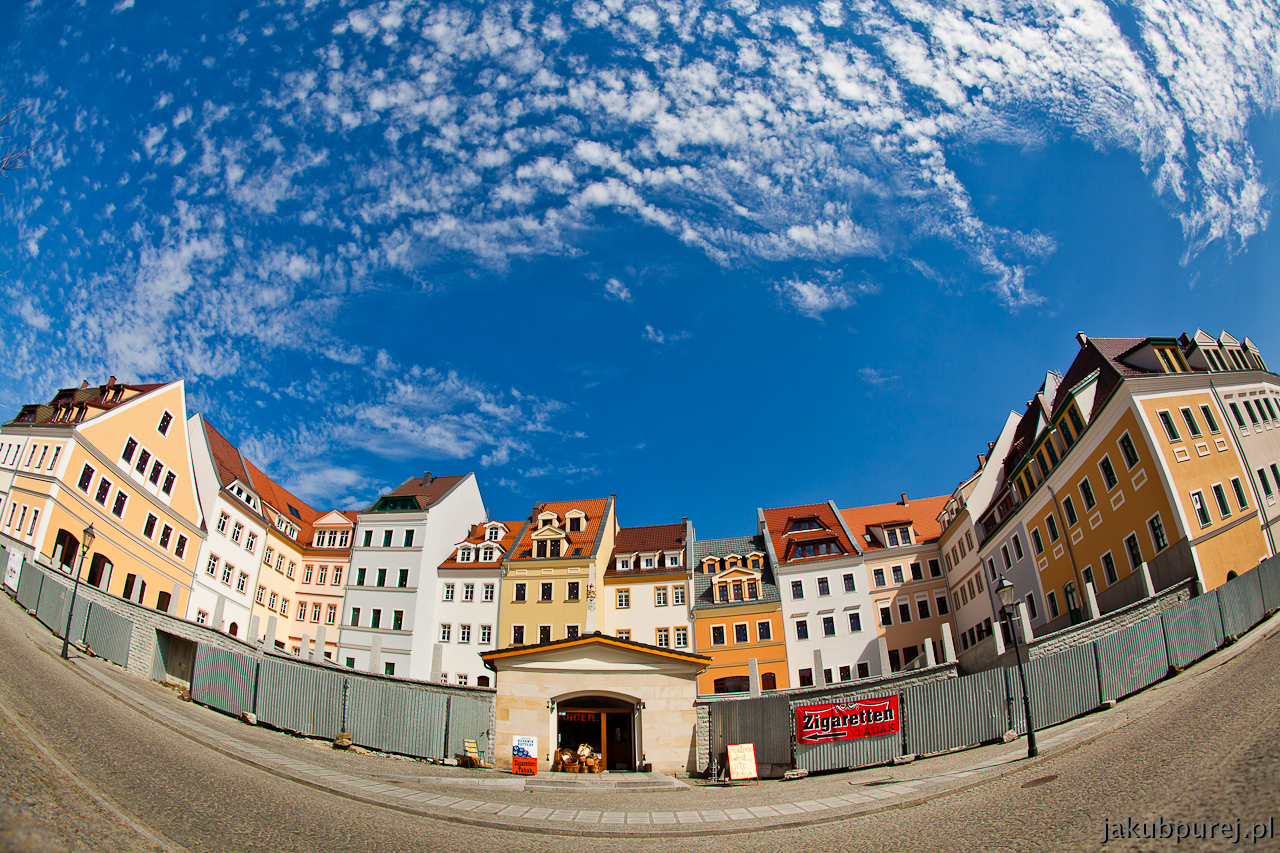
Plac Pocztowy

V Městském domě kultury (Miejski Dom Kultury w Zgorzelcu), který sídlí v bývalé Hornolužické pamětní hale, se konají pravidelné divadelní kurzy. Divadelní představení tu však bývají jen zřídkakdy a spíše v nich hostují soubory z jiných polských měst. Divadelní představení v polském jazyce, popř. hry a operetní inscenace s polskými titulky, se ovšem konají v sousedním Görlitz, kde někdy hostuje také soubor z Jelení Hory. V kinosále a auditoriu domu kultury se konají každoroční zkoušky divadelní skupiny „Phantom“ pro pouliční divadelní festival ViaThea obou sousedních měst, jehož se zúčastňují umělci z celé Evropy.

### Muzea
V historickém niském předměstí sídlí od roku 2007 Lužické muzeum (Muzeum Łużyckie/Lausitzer Museum), v němž je expozice k dějinám, kultuře a každodennosti obyvatel polské části historického území Horní Lužice. Muzeum je projektem spolku Polskie Stowarzyszenie Euroopera. V sousedství se nachází Dům Jakoba Böhma, který je sídlem spolku Euroopera. V tomto domě lze navštívit stylizovanou světnici Jakoba Böhma.

### Pravidelné události
- Festival řecké písně (Międzynarodowy Festiwal Piosenki Greckiej w Zgorzelcu) se koná každý rok v červenci.
- Slezský hudební festival (Schlesisches Musikfest/Śląski Festiwal Muzyczny) se koná v Görlitz, Zgorzelci a blízkém okolí od 90. let. Navazuje na původní zhořelecké hudební slavnosti.
- Jakuby-Fest – zgorzelecká městská slavnost na konci srpna se koná ve stejnou dobu jako staroměstský festival „Altstadtfest“ v Görlitz.
- Mezinárodní cena „Most Görlitz-Zgorzelec“ – Cenu určenou osobnostem, které svým životním dílem přispěly k porozumění mezi evropskými národy, dotovanou částkou 2500 €, uděluje každý rok Společnost pro udělování Mezinárodní ceny Evropského města „Most Görlitz-Zgorzelec“.[56]

### Sport

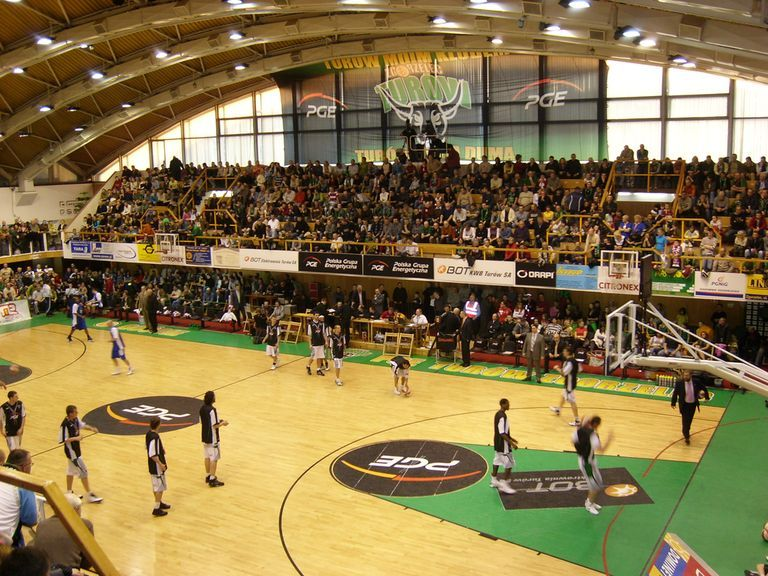
Interiér Haly Sportovního centra ve Zgorzelci (2008)

Nejznámějším a nejúspěšnějším sportovním klubem ve městě je basketbalový klub PGE Turów Zgorzelec. Tým hraje v první polské basketbalové lize a v letech 2006 až 2009 a 2011 získal ve třech sezónách za sebou polský vicemistrovský titul. V roce 2014 se stal polským šampiónem a kvalifikoval se tak do basketebalové Euroligy. Hlavním sponzorem klubu je společnost Polska Grupa Energetyczna (PGE), která mimo jiné provozuje hnědouhelnou elektrárnu Turów jižně od Zgorzelce. Městské sportovní a rekreační centrum (Centrum Sportowo-Rekreacyjne) provozuje kromě basketbalového sálu zahrnuje také dvě fotbalová hřiště, tenisové kurty a krytý i venkovní bazén. Fotbalová hřiště jsou domovem největšího fotbalového klubu ve městě – MKS Nysa Zgorzelec, který hraje ve čtvrté dolnoslezské lize. Stadion nabízí 2150 míst. V roce 2014 byla otevřena nová víceúčelová hala pro 3 500 diváků za 42 milionů zlotých, jejímž provozovatelem je Polska Grupa Energetyczna.

## Ekonomika a infrastruktura

### Hlavní podniky

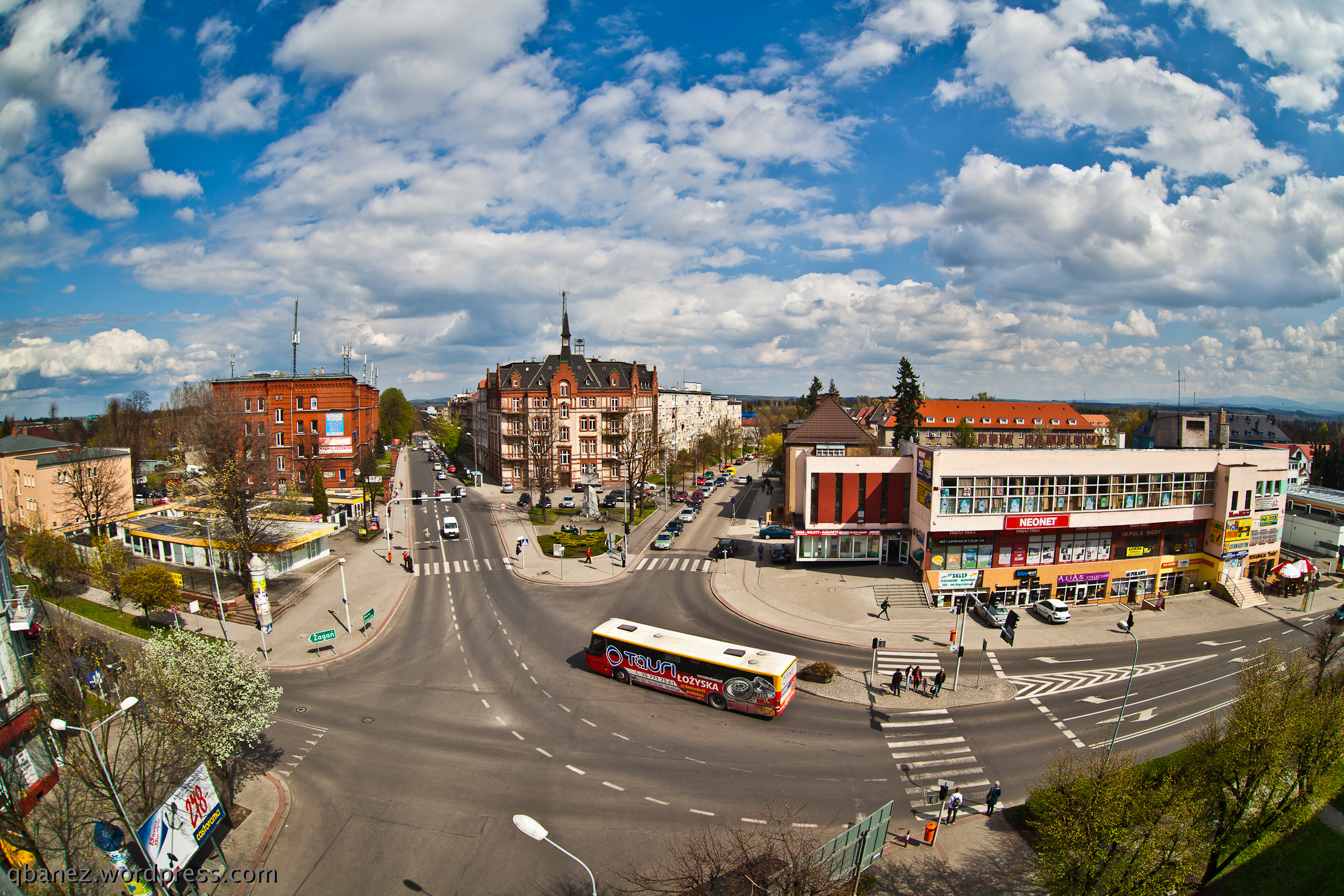
Zgorzelecké ulice Armii Krajowej a Emilii Plater

- Teplárna městské společnosti ZPEC – Teplárna byla od roku 2008 v několika etapách modernizována, aby se minimalizovalo znečištění pevnými prachovými částicemi (PM). Renovace byla spolufinancována německým Spolkovým ministerstvem pro životní prostředí, ochranu přírody a jadernou bezpečnost.
- Strojírenská firma Kopex-Famago Sp. Z o.o. – Podnik byl založen jako součást dolu Turów roku 1957 a byl zodpovědný za jeho údržbu a opravy. V roce 1992 byl privatizován. Vyrábí mimo jiné strojní zařízení a stroje pro manipulaci s nákladem a různé součásti strojů, jako jsou spojky, ozubená kola a hřídele.
- Citronex I Sp. z o.o. – Největší dovozce banánů v Evropě, který mezi jinými provozuje největší evropský závod na dozrávání banánů a velkou flotilu nákladních automobilů pro přepravu zboží. Banány jsou dodávány do několika maloobchodních řetězců v Německu, Polsku a České republice.
- Aerosol International Sp. z o.o. – Výrobce hliníkových obalů pro kosmetický průmysl vlastní výrobní prostory ve zdejší ekonomické zóně Zgorzelec-Kamienna Góra.
- Jedním z nejvýznamnějších zaměstnavatelů v regionu Zgorzelce je 25 km vzdálená hnědouhelná elektrárna Turów.

Mnoho pracovních míst bylo vytvořeno koncem 90. let v maloobchodním sektoru. Několik zahraničních firem investovalo do obchodních domů v komerční čtvrti východně od města. Zde jsou dvě velká nákupní centra (např. Carrefour), dva obchody se stavebními materiály a několik nákupních pasáží. Dne 18. března 2010 bylo otevřeno nákupní centrum „Zgorzelec Plaza“ se 13 000 m² prodejní plochy. Vzhledem k blízkosti hranice zdejší ekonomika těží také z německých zákazníků. Takzvaná tankovací turistika vedla k otevírání četných čerpacích stanic na území Zgorzelece, kde existuje více než dvakrát tolik čerpacích stanic než v sousedním Görlitz.

### Doprava

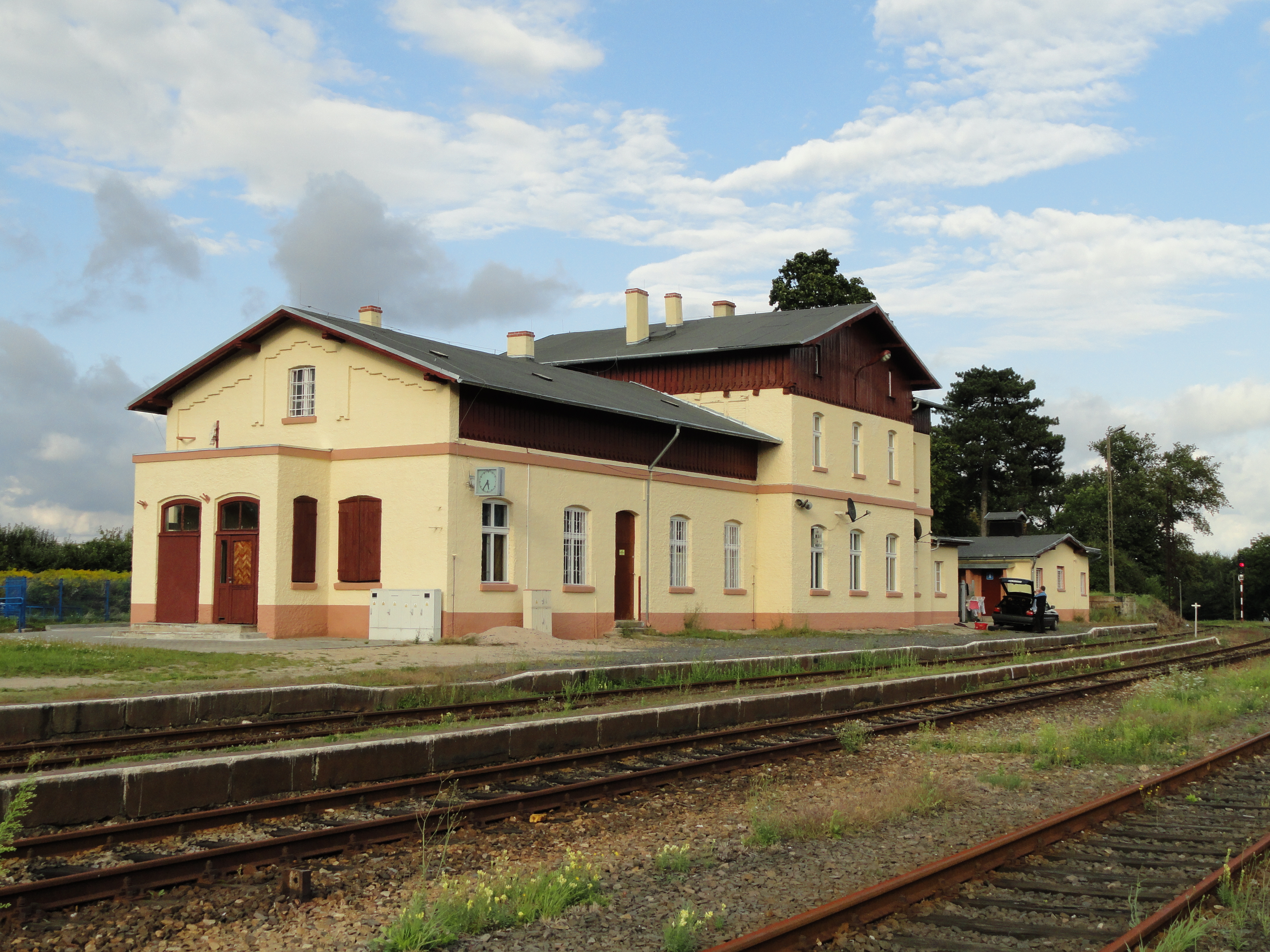
Nádraží Zgorzelec na jižní straně železniční trati ve směru Lubáň

Ve Zgorzelci jsou čtyři hraniční přechody: nacházejí se na dálnicích a železnici ve směrech Drážďany–Vratislav, v centru města a konečně na obnoveném staroměstském mostě v místě, kudy vedla Via regia. Pro kluzáky a letouny s vzletovou hmotností do 5,7 tuny je k dispozici letiště Zgorzelec-Żarska Wieś asi 10 kilometrů severovýchodně od města.
Přeshraniční autobusová linka č. 50 stejně jako linka P je provozována regionálním dopravcem PKS Zgorzelec. Linka 50 vede z autobusového nádraží v ulici Elizy Orzeszkowej v městské části Ujazd přes centrum Zgorzelce do vesnice Jędrzychowice severně od města. Z autobusového nádraží u kostela sv. Bonifáce směřují regionální autobusy PKS Zgorzelec do okolních obcí, stejně jako do nejbližších měst Bogatynia, Lubáň, Pieńsk, Węgliniec a Zawidów.
Na území města se nacházejí dvě vlaková nádraží: Nádraží Zgorzelec a stanice Zgorzelc Miasto. Na železniční stanici Zgorzelec jsou oddělené tratě do města Węgliniec (přes stanici Zgorzelec Miasto) a do Lubáně. Přeprava cestujících na trase do Lubáně byla v roce 2009 přerušena, ale v prosinci 2011 opět obnovena místní železniční společností Koleje Dolnośląskie. Ze Zgorzelce je přímé spojení na Vratislav a do Jelení Hory, Lehnice, Lubáně, Węglinice a Zelené Hory. Spojení s Německem přes Görlitz a Budyšín do Drážďan bylo přerušeno 1. března 2015. Od změny jízdního plánu v prosinci 2015 byly opět nabízeny spoje do Vratislavi. Některé polské regionální vlaky, které kdysi jezdily pouze do Zgorzelce, byly od této doby převedeny do Görlitz.
Silniční síť Zgorzelce se v roce 2004 rozkládala na 57,8 km. Město leží na evropské silnici E40. Tato silnice vede přes německou spolkovou dálnici A4 ve směru Drážďany, na polské straně zase přes dálnici A4 ve směru Krakov. Droga krajowa 30 vede přes Lubáň a Gryfów Śląski do Jelení Hory v české části Krušných hor. Naproti tomu droga krajowa 94, která je téměř rovnoběžná s polským úsekem dálnice A4, směřuje do Krakova.

## Vzdělání

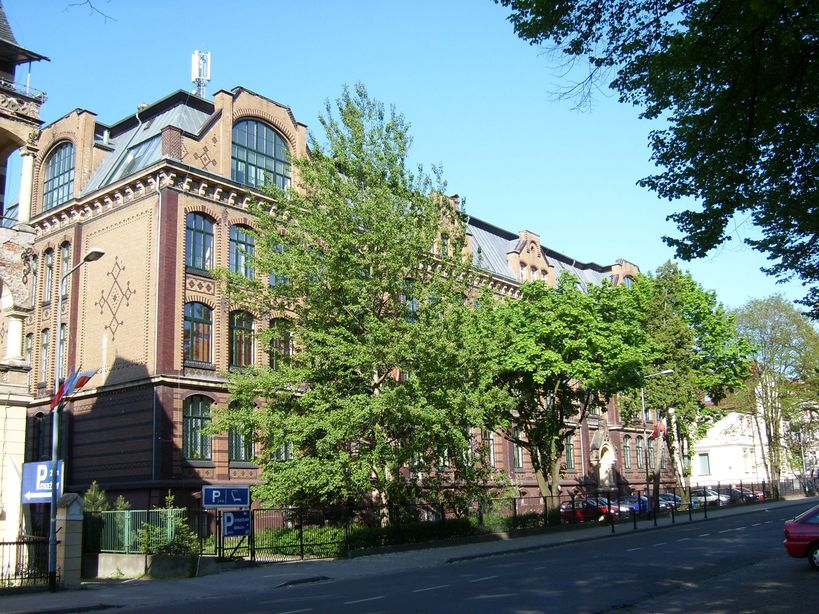
Lyceum v ulici Partyzantów naproti Domu kultury

Ve Zgorzelci je celkem šest mateřských škol. Jedna z nich v městské čtvrti Ujazd je dvojjazyčná. Provozuje ji soukromá německá společnost DPFA Akademiegruppe. V téže budově sídlí německo-polská základní škola stejné společnosti. Vedle této soukromé základní školy fungují ve městě ještě tři veřejné základní základní školy a pět gymnázií. Také mezi těmito gymnázii existují dvě soukromé školy: škola pro dospělé (Gimnazjum dla dorosłych Żak) a dvojjazyčné Gimnazjum Łużyckie. Dále je zde Liceum Ogólnokształcące im. Braci Śniadeckich, které sídlí v budově někdejší Baugewerke- und Maschinenbauschule v ulici Partyzantów. Toto všeobecné lyceum nese od roku 1970 jméno polského matematika a astronoma Jana Śniadeckého a jeho bratra chemika Jędrzeje Śniadeckého. Studium na této škole má absolventy připravit k přijímacím zkouškám na univerzitu. Vedle těchto vzdělávacích institucí jsou ve Zgorzelci ještě tři odborné školy. Vysoká škola pro humanitní a ekonomické vědy v Lodži a Vysoká škola managmentu v Lehnici mají ve Zgorzelci svá dislokovaná pracoviště.

## Osobnosti
- Mirosław Fiedorowicz (* 3. října 1956) – starosta Zgorzelce v letech 1998–2006
- Janusz Bronowicz (* 22. července 1960) – generálmajor polské armády
- Roman Brodniak (* 20. března 1968) – poslanec Sejmu v letech 2007–2011
- Rafał Gronicz (* 9. května 1973) – starosta Zgorzelce od roku 2006
- Agata Korc (* 27. března 1986) – polská plavkyně, účastnice Olympijských her v Pekingu v roce 2008